# 대한민국의 광역의원
대한민국의 광역의원은 대한민국의 광역의회를 구성하는 의원이다.

## 지역별 현황

### 서울특별시의회
| 선거구              | 이름     | 소속정당     | 관할구역                                                                                  | 비고                                    |
| ------------------- | -------- | ------------ | ----------------------------------------------------------------------------------------- | --------------------------------------- |
| 강남구 제1선거구    | 이새날   | 국민의힘     | 신사동, 논현1동, 압구정동, 청담동                                                         |                                         |
| 강남구 제2선거구    | 김형재   | 국민의힘     | 논현2동, 역삼1동, 역삼2동                                                                 |                                         |
| 강남구 제3선거구    | 김현기   | 국민의힘     | 개포1동, 개포2동, 개포4동                                                                 | 제11대 서울특별시의회 전반기 의장       |
| 강남구 제4선거구    | 유만희   | 국민의힘     | 세곡동, 일원본동, 일원1동, 개포3동, 수서동                                                |                                         |
| 강남구 제5선거구    | 김동욱   | 국민의힘     | 대치1동, 대치4동, 도곡1동, 도곡2동                                                        |                                         |
| 강남구 제6선거구    | 김길영   | 국민의힘     | 삼성1동, 삼성2동, 대치2동                                                                 |                                         |
| 강동구 제1선거구    | 김혜지   | 국민의힘     | 고덕1동, 암사1동, 암사2동, 암사3동                                                        |                                         |
| 강동구 제2선거구    | 이종태   | 국민의힘     | 명일1동, 명일2동, 길동                                                                    |                                         |
| 강동구 제3선거구    | 박춘선   | 국민의힘     | 강일동, 상일1동, 상일2동, 고덕2동                                                         |                                         |
| 강동구 제4선거구    | 장태용   | 국민의힘     | 천호1동, 천호2동, 천호3동                                                                 |                                         |
| 강동구 제5선거구    | 김영철   | 국민의힘     | 성내1동, 성내2동, 성내3동, 둔촌1동, 둔촌2동                                               |                                         |
| 강북구 제1선거구    | 이종환   | 국민의힘     | 번1동, 번2동, 수유2동, 수유3동                                                            | 제11대 서울특별시의회 후반기 부의장     |
| 강북구 제2선거구    | 이상훈   | 더불어민주당 | 수유1동, 우이동, 인수동                                                                   |                                         |
| 강북구 제3선거구    | 이용균   | 더불어민주당 | 삼양동, 송천동, 삼각산동                                                                  |                                         |
| 강북구 제4선거구    | 박수빈   | 더불어민주당 | 미아동, 송중동, 번3동                                                                     |                                         |
| 강서구 제1선거구    | 김경     | 더불어민주당 | 화곡1동, 화곡2동, 화곡8동                                                                 |                                         |
| 강서구 제2선거구    | 강석주   | 국민의힘     | 화곡3동, 발산1동, 우장산동                                                                |                                         |
| 강서구 제3선거구    | 최진혁   | 국민의힘     | 공항동, 방화1동, 방화2동                                                                  |                                         |
| 강서구 제4선거구    | 김춘곤   | 국민의힘     | 등촌3동, 가양1동, 가양2동, 방화3동                                                        |                                         |
| 강서구 제5선거구    | 김경훈   | 국민의힘     | 염창동, 등촌1동, 가양3동                                                                  |                                         |
| 강서구 제6선거구    | 경기문   | 국민의힘     | 등촌2동, 화곡본동, 화곡4동, 화곡6동                                                       |                                         |
| 관악구 제1선거구    | 송도호   | 더불어민주당 | 보라매동, 청룡동, 은천동, 중앙동, 신림동                                                  |                                         |
| 관악구 제2선거구    | 왕정순   | 더불어민주당 | 청림동, 성현동, 행운동, 낙성대동, 인헌동, 남현동                                          |                                         |
| 관악구 제3선거구    | 임만균   | 더불어민주당 | 신사동, 조원동, 미성동, 난곡동, 난향동                                                    |                                         |
| 관악구 제4선거구    | 유정희   | 더불어민주당 | 서원동, 신원동, 서림동, 삼성동, 대학동                                                    |                                         |
| 광진구 제1선거구    | 전병주   | 더불어민주당 | 중곡1동, 중곡2동, 중곡3동, 중곡4동                                                        |                                         |
| 광진구 제2선거구    | 박성연   | 국민의힘     | 군자동, 능동, 광장동, 구의2동                                                             |                                         |
| 광진구 제3선거구    | 김영옥   | 국민의힘     | 자양1동, 자양2동, 구의1동, 구의3동                                                        |                                         |
| 광진구 제4선거구    | 김혜영   | 국민의힘     | 화양동, 자양3동, 자양4동                                                                  |                                         |
| 구로구 제1선거구    | 서상열   | 국민의힘     | 고척1동, 고척2동, 개봉1동, 개봉2동, 개봉3동                                               |                                         |
| 구로구 제2선거구    | 김인제   | 더불어민주당 | 오류1동, 오류2동, 수궁동, 항동                                                            | 제11대 서울특별시의회 후반기 부의장     |
| 구로구 제3선거구    | 서호연   | 국민의힘     | 신도림동, 구로1동, 구로2동, 구로5동                                                       |                                         |
| 구로구 제4선거구    | 박칠성   | 더불어민주당 | 구로3동, 구로4동, 가리봉동                                                                |                                         |
| 금천구 제1선거구    | 김성준   | 더불어민주당 | 가산동, 독산1동, 독산2동, 독산3동, 독산4동                                                |                                         |
| 금천구 제2선거구    | 최기찬   | 더불어민주당 | 시흥1동, 시흥2동, 시흥3동, 시흥4동, 시흥5동                                               |                                         |
| 노원구 제1선거구    | 신동원   | 국민의힘     | 월계1동, 월계2동, 월계3동                                                                 |                                         |
| 노원구 제2선거구    | 박환희   | 국민의힘     | 공릉1동, 공릉2동                                                                          | 23.11.10. 별세                          |
| 노원구 제2선거구    | 오금란   | 더불어민주당 | 공릉1동, 공릉2동                                                                          | 24.04.10. 재보궐선거 당선               |
| 노원구 제3선거구    | 봉양순   | 더불어민주당 | 하계1동, 중계본동, 중계1동, 중계4동                                                       |                                         |
| 노원구 제4선거구    | 서준오   | 더불어민주당 | 하계2동, 중계2·3동, 상계6·7동                                                             |                                         |
| 노원구 제5선거구    | 윤기섭   | 국민의힘     | 상계2동, 상계3·4동, 상계5동                                                               |                                         |
| 노원구 제6선거구    | 송재혁   | 더불어민주당 | 상계1동, 상계8동, 상계9동, 상계10동                                                       |                                         |
| 도봉구 제1선거구    | 이경숙   | 국민의힘     | 창1동, 창4동, 창5동                                                                       |                                         |
| 도봉구 제2선거구    | 홍국표   | 국민의힘     | 창2동, 창3동, 쌍문1동, 쌍문3동                                                            |                                         |
| 도봉구 제3선거구    | 박석     | 국민의힘     | 쌍문2동, 쌍문4동, 방학3동                                                                 |                                         |
| 도봉구 제4선거구    | 이은림   | 국민의힘     | 도봉1동, 도봉2동, 방학1동, 방학2동                                                        |                                         |
| 동대문구 제1선거구  | 이병윤   | 국민의힘     | 용신동, 제기동, 청량리동                                                                  |                                         |
| 동대문구 제2선거구  | 심미경   | 국민의힘     | 회기동, 휘경1동, 휘경2동, 이문1동, 이문2동                                                |                                         |
| 동대문구 제3선거구  | 남궁역   | 국민의힘     | 전농1동, 전농2동, 답십리1동                                                               |                                         |
| 동대문구 제4선거구  | 신복자   | 국민의힘     | 답십리2동, 장안1동, 장안2동                                                               |                                         |
| 동작구 제1선거구    | 이봉준   | 국민의힘     | 노량진1동, 노량진2동, 상도2동, 상도4동                                                    |                                         |
| 동작구 제2선거구    | 최민규   | 국민의힘     | 상도3동, 대방동, 신대방1동, 신대방2동                                                     |                                         |
| 동작구 제3선거구    | 곽향기   | 국민의힘     | 상도1동, 사당3동, 사당4동, 사당5동                                                        |                                         |
| 동작구 제4선거구    | 이희원   | 국민의힘     | 흑석동, 사당1동, 사당2동                                                                  |                                         |
| 마포구 제1선거구    | 이민석   | 국민의힘     | 아현동, 공덕동, 도화동                                                                    |                                         |
| 마포구 제2선거구    | 소영철   | 국민의힘     | 용강동, 대흥동, 염리동, 신수동                                                            |                                         |
| 마포구 제3선거구    | 정진술   | 무소속       | 서강동, 서교동, 합정동, 망원1동                                                           | 23.08.28. 의원직 제명 (보궐선거 미실시) |
| 마포구 제4선거구    | 김기덕   | 더불어민주당 | 망원2동, 연남동, 성산1동, 성산2동, 상암동                                                 |                                         |
| 서대문구 제1선거구  | 정지웅   | 국민의힘     | 천연동, 북아현동, 충현동, 신촌동                                                          |                                         |
| 서대문구 제2선거구  | 문성호   | 국민의힘     | 연희동, 홍제1동, 홍제2동                                                                  |                                         |
| 서대문구 제3선거구  | 이승미   | 더불어민주당 | 홍제3동, 홍은1동, 홍은2동                                                                 |                                         |
| 서대문구 제4선거구  | 김용일   | 국민의힘     | 남가좌1동, 남가좌2동, 북가좌1동, 북가좌2동                                                |                                         |
| 서초구 제1선거구    | 박상혁   | 국민의힘     | 잠원동, 반포1동, 반포3동, 반포4동                                                         |                                         |
| 서초구 제2선거구    | 이숙자   | 국민의힘     | 반포본동, 반포2동, 방배본동, 방배1동, 방배4동                                             |                                         |
| 서초구 제3선거구    | 고광민   | 국민의힘     | 서초2동, 서초4동, 양재1동, 양재2동, 내곡동                                                |                                         |
| 서초구 제4선거구    | 최호정   | 국민의힘     | 서초1동, 서초3동, 방배2동, 방배3동                                                        | 제11대 서울특별시의회 후반기 의장       |
| 성동구 제1선거구    | 박중화   | 국민의힘     | 금호1가동, 금호2·3가동, 금호4가동, 옥수동                                                 |                                         |
| 성동구 제2선거구    | 구미경   | 국민의힘     | 왕십리2동, 왕십리도선동, 행당1동, 행당2동                                                 |                                         |
| 성동구 제3선거구    | 이민옥   | 더불어민주당 | 마장동, 사근동, 송정동, 용답동                                                            |                                         |
| 성동구 제4선거구    | 황철규   | 국민의힘     | 응봉동, 성수1가1동, 성수1가2동, 성수2가1동, 성수2가3동                                    |                                         |
| 성북구 제1선거구    | 한신     | 더불어민주당 | 성북동, 삼선동, 동선동, 돈암2동, 안암동, 보문동                                           |                                         |
| 성북구 제2선거구    | 김원중   | 국민의힘     | 정릉1동, 정릉2동, 정릉3동, 정릉4동, 길음1동                                               |                                         |
| 성북구 제3선거구    | 강동길   | 더불어민주당 | 돈암1동, 길음2동, 종암동, 월곡1동, 월곡2동                                                |                                         |
| 성북구 제4선거구    | 김태수   | 국민의힘     | 장위1동, 장위2동, 장위3동, 석관동                                                         |                                         |
| 송파구 제1선거구    | 김규남   | 국민의힘     | 풍납1동, 풍납2동, 잠실4동, 잠실6동                                                        |                                         |
| 송파구 제2선거구    | 남창진   | 국민의힘     | 방이1동, 방이2동, 오륜동, 송파1동, 송파2동                                                | 제11대 서울특별시의회 전반기 부의장     |
| 송파구 제3선거구    | 임춘대   | 국민의힘     | 석촌동, 가락1동, 문정2동                                                                  |                                         |
| 송파구 제4선거구    | 이성배   | 국민의힘     | 삼전동, 잠실본동, 잠실2동, 잠실3동, 잠실7동                                               |                                         |
| 송파구 제5선거구    | 유정인   | 국민의힘     | 거여1동, 거여2동, 마천1동, 마천2동, 장지동, 위례동                                        |                                         |
| 송파구 제6선거구    | 김원태   | 국민의힘     | 오금동, 가락본동, 가락2동, 문정1동                                                        |                                         |
| 양천구 제1선거구    | 채수지   | 국민의힘     | 목2동, 목3동, 목4동, 목5동                                                                |                                         |
| 양천구 제2선거구    | 허훈     | 국민의힘     | 목1동, 신정1동, 신정2동, 신정6동, 신정7동                                                 |                                         |
| 양천구 제3선거구    | 우형찬   | 더불어민주당 | 신월1동, 신월3동, 신월4동, 신월5동, 신월7동                                               | 제11대 서울특별시의회 전반기 부의장     |
| 양천구 제4선거구    | 이승복   | 국민의힘     | 신월2동, 신월6동, 신정3동, 신정4동                                                        |                                         |
| 영등포구 제1선거구  | 김재진   | 국민의힘     | 영등포본동, 도림동, 문래동, 신길3동                                                       |                                         |
| 영등포구 제2선거구  | 김종길   | 국민의힘     | 영등포동, 당산1동, 당산2동, 양평1동, 양평2동                                              |                                         |
| 영등포구 제3선거구  | 도문열   | 국민의힘     | 여의동, 신길1동, 신길4동, 신길5동, 신길7동                                                |                                         |
| 영등포구 제4선거구  | 김지향   | 국민의힘     | 신길6동, 대림1동, 대림2동, 대림3동                                                        |                                         |
| 용산구 제1선거구    | 김용호   | 국민의힘     | 남영동, 청파동, 원효로1동, 원효로2동, 효창동, 용문동, 한강로동, 이촌1동, 이촌2동          |                                         |
| 용산구 제2선거구    | 최유희   | 국민의힘     | 후암동, 용산2가동, 이태원1동, 이태원2동, 한남동, 서빙고동, 보광동                         |                                         |
| 은평구 제1선거구    | 성흠제   | 더불어민주당 | 녹번동, 응암1동, 응암2동, 응암3동                                                         |                                         |
| 은평구 제2선거구    | 이병도   | 더불어민주당 | 역촌동, 신사1동, 신사2동, 증산동, 수색동                                                  |                                         |
| 은평구 제3선거구    | 박유진   | 더불어민주당 | 갈현1동, 갈현2동, 진관동                                                                  |                                         |
| 은평구 제4선거구    | 정준호   | 더불어민주당 | 불광1동, 불광2동, 구산동, 대조동                                                          |                                         |
| 종로구 제1선거구    | 윤종복   | 국민의힘     | 청운효자동, 사직동, 삼청동, 부암동, 평창동, 무악동, 교남동, 가회동                        |                                         |
| 종로구 제2선거구    | 임종국   | 더불어민주당 | 종로1.2.3.4가동, 종로5.6가동, 이화동, 혜화동, 창신1동, 창신2동, 창신3동, 숭인1동, 숭인2동 |                                         |
| 중구 제1선거구      | 박영한   | 국민의힘     | 소공동, 명동, 광희동, 을지로동, 신당동, 신당5동, 동화동, 황학동, 중림동                   |                                         |
| 중구 제2선거구      | 옥재은   | 국민의힘     | 회현동, 필동, 장충동, 다산동, 약수동, 청구동                                              |                                         |
| 중랑구 제1선거구    | 이영실   | 더불어민주당 | 면목3·8동, 면목4동, 면목7동, 망우3동                                                      |                                         |
| 중랑구 제2선거구    | 임규호   | 더불어민주당 | 면목2동, 면목5동, 면목본동, 상봉2동                                                       |                                         |
| 중랑구 제3선거구    | 박승진   | 더불어민주당 | 중화1동, 중화2동, 묵1동, 묵2동                                                            |                                         |
| 중랑구 제4선거구    | 민병주   | 국민의힘     | 상봉1동, 망우본동, 신내1동, 신내2동                                                       |                                         |
| 서울특별시 비례대표 | 황유정   | 국민의힘     | 서울특별시 일원                                                                           |                                         |
| 서울특별시 비례대표 | 이상욱   | 국민의힘     | 서울특별시 일원                                                                           |                                         |
| 서울특별시 비례대표 | 윤영희   | 국민의힘     | 서울특별시 일원                                                                           |                                         |
| 서울특별시 비례대표 | 이종배   | 국민의힘     | 서울특별시 일원                                                                           |                                         |
| 서울특별시 비례대표 | 이효원   | 국민의힘     | 서울특별시 일원                                                                           |                                         |
| 서울특별시 비례대표 | 송경택   | 국민의힘     | 서울특별시 일원                                                                           |                                         |
| 서울특별시 비례대표 | 이소라   | 더불어민주당 | 서울특별시 일원                                                                           |                                         |
| 서울특별시 비례대표 | 박강산   | 더불어민주당 | 서울특별시 일원                                                                           |                                         |
| 서울특별시 비례대표 | 아이수루 | 더불어민주당 | 서울특별시 일원                                                                           |                                         |
| 서울특별시 비례대표 | 이원형   | 더불어민주당 | 서울특별시 일원                                                                           |                                         |
| 서울특별시 비례대표 | 최재란   | 더불어민주당 | 서울특별시 일원                                                                           |                                         |

### 부산광역시의회
| 선거구              | 이름   | 소속정당     | 관할구역                                                                           | 비고                                                                  |
| ------------------- | ------ | ------------ | ---------------------------------------------------------------------------------- | --------------------------------------------------------------------- |
| 강서구 제1선거구    | 이종환 | 국민의힘     | 대저1동, 대저2동, 강동동, 명지1동, 가락동                                          | 제9대 부산광역시의회 후반기 부의장                                    |
| 강서구 제2선거구    | 송현준 | 국민의힘     | 명지2동, 녹산동, 가덕도동                                                          |                                                                       |
| 금정구 제1선거구    | 윤일현 | 국민의힘     | 서1동, 서2동, 서3동, 금사동, 부곡1동, 부곡2동, 부곡3동, 부곡4동, 선두구동, 장전2동 | 24.09.10. 의원직 사직 (보궐선거 미실시)                               |
| 금정구 제2선거구    | 이준호 | 국민의힘     | 장전1동, 청룡노포동, 남산동, 구서1동, 구서2동, 금성동                              |                                                                       |
| 기장군 제1선거구    | 박종철 | 국민의힘     | 기장읍, 일광읍, 철마면                                                             |                                                                       |
| 기장군 제2선거구    | 이승우 | 국민의힘     | 장안읍, 정관읍                                                                     |                                                                       |
| 남구 제1선거구      | 조상진 | 국민의힘     | 대연4동, 대연5동, 대연6동, 용당동, 감만1동, 감만2동, 우암동                        |                                                                       |
| 남구 제2선거구      | 정태숙 | 국민의힘     | 문현1동, 문현2동, 문현3동, 문현4동                                                 |                                                                       |
| 남구 제3선거구      | 성현달 | 국민의힘     | 대연1동, 대연3동                                                                   |                                                                       |
| 남구 제4선거구      | 김광명 | 국민의힘     | 용호1동, 용호2동, 용호3동, 용호4동                                                 |                                                                       |
| 동구 제1선거구      | 강철호 | 국민의힘     | 초량1동, 초량2동, 초량3동, 초량6동, 수정1동, 수정2동, 수정4동                      |                                                                       |
| 동구 제2선거구      | 황석칠 | 국민의힘     | 수정5동, 좌천1동, 좌천4동, 범일1동, 범일2동, 범일4동, 범일5동                      |                                                                       |
| 동래구 제1선거구    | 박중묵 | 국민의힘     | 수민동, 복산동, 명륜동                                                             | 제9대 부산광역시의회 전반기 부의장                                    |
| 동래구 제2선거구    | 송우현 | 국민의힘     | 온천1동, 온천2동, 온천3동, 사직1동, 사직2동, 사직3동                               |                                                                       |
| 동래구 제3선거구    | 서국보 | 국민의힘     | 안락1동, 안락2동, 명장1동, 명장2동                                                 |                                                                       |
| 부산진구 제1선거구  | 박희용 | 국민의힘     | 부전1동, 범전동, 연지동, 초읍동, 양정1동, 양정2동                                  |                                                                       |
| 부산진구 제2선거구  | 이대석 | 국민의힘     | 부암1동, 부암3동, 당감1동, 당감2동, 당감4동                                        | 제9대 부산광역시의회 전반기 부의장 제9대 부산광역시의회 후반기 부의장 |
| 부산진구 제3선거구  | 김재운 | 국민의힘     | 부전2동, 전포1동, 전포2동, 전포3동, 가야1동, 범천1동, 범천2동, 범천4동             |                                                                       |
| 부산진구 제4선거구  | 배영숙 | 국민의힘     | 가야2동, 개금1동, 개금2동, 개금3동                                                 |                                                                       |
| 북구 제1선거구      | 박대근 | 국민의힘     | 구포1동, 구포2동, 구포3동, 덕천2동                                                 |                                                                       |
| 북구 제2선거구      | 김효정 | 국민의힘     | 덕천1동, 덕천3동, 만덕1동, 만덕2동, 만덕3동                                        |                                                                       |
| 북구 제3선거구      | 이종진 | 국민의힘     | 금곡동, 화명2동                                                                    |                                                                       |
| 북구 제4선거구      | 박종율 | 국민의힘     | 화명1동, 화명3동                                                                   |                                                                       |
| 사상구 제1선거구    | 윤태한 | 국민의힘     | 삼락동, 모라1동, 모라3동, 덕포1동, 덕포2동, 괘법동, 감전동                         |                                                                       |
| 사상구 제2선거구    | 김창석 | 국민의힘     | 주례1동, 주례2동, 주례3동, 학장동, 엄궁동                                          |                                                                       |
| 사하구 제1선거구    | 최영진 | 국민의힘     | 괴정1동, 괴정2동, 괴정3동, 괴정4동                                                 |                                                                       |
| 사하구 제2선거구    | 강달수 | 무소속       | 당리동, 하단1동, 하단2동                                                           | 23.10.17. 의원직 사직                                                 |
| 사하구 제2선거구    | 전원석 | 더불어민주당 | 당리동, 하단1동, 하단2동                                                           | 24.04.10. 재보궐선거 당선                                             |
| 사하구 제3선거구    | 성창용 | 국민의힘     | 신평1동, 신평2동, 구평동, 감천1동, 감천2동                                         |                                                                       |
| 사하구 제4선거구    | 이복조 | 국민의힘     | 장림1동, 장림2동, 다대1동, 다대2동                                                 |                                                                       |
| 서구 제1선거구      | 송상조 | 국민의힘     | 동대신1동, 동대신2동, 동대신3동, 서대신1동, 서대신3동, 서대신4동, 부민동           |                                                                       |
| 서구 제2선거구      | 최도석 | 국민의힘     | 아미동, 초장동, 충무동, 남부민1동, 남부민2동, 암남동                               |                                                                       |
| 수영구 제1선거구    | 박철중 | 무소속       | 남천1동, 남천2동, 광안1동, 광안2동, 광안3동, 광안4동                               | [ 3 ]                                                                 |
| 수영구 제2선거구    | 이승연 | 국민의힘     | 수영동, 망미1동, 망미2동, 민락동                                                   |                                                                       |
| 연제구 제1선거구    | 안재권 | 국민의힘     | 거제1동, 거제2동, 거제3동, 거제4동, 연산2동, 연산4동, 연산5동                      |                                                                       |
| 연제구 제2선거구    | 김형철 | 국민의힘     | 연산1동, 연산3동, 연산6동, 연산8동, 연산9동                                        |                                                                       |
| 영도구 제1선거구    | 안성민 | 국민의힘     | 남항동, 영선1동, 영선2동, 신선동, 봉래1동, 봉래2동, 청학1동                        | 제9대 부산광역시의회 전반기 의장 제9대 부산광역시의회 후반기 의장     |
| 영도구 제2선거구    | 양준모 | 국민의힘     | 청학2동, 동삼1동, 동삼2동, 동삼3동                                                 |                                                                       |
| 중구 선거구         | 강주택 | 국민의힘     | 중구 일원                                                                          |                                                                       |
| 해운대구 제1선거구  | 신정철 | 국민의힘     | 중1동, 우1동, 우2동, 우3동                                                         |                                                                       |
| 해운대구 제2선거구  | 임말숙 | 국민의힘     | 중2동, 좌1동, 좌2동, 좌3동, 좌4동, 송정동                                          |                                                                       |
| 해운대구 제3선거구  | 김태효 | 국민의힘     | 반여2동, 반여3동, 재송1동, 재송2동                                                 |                                                                       |
| 해운대구 제4선거구  | 강무길 | 국민의힘     | 반여1동, 반여4동, 반송1동, 반송2동                                                 |                                                                       |
| 부산광역시 비례대표 | 문영미 | 국민의힘     | 부산광역시 일원                                                                    |                                                                       |
| 부산광역시 비례대표 | 박진수 | 국민의힘     | 부산광역시 일원                                                                    |                                                                       |
| 부산광역시 비례대표 | 정채숙 | 국민의힘     | 부산광역시 일원                                                                    |                                                                       |
| 부산광역시 비례대표 | 서지연 | 무소속       | 부산광역시 일원                                                                    | [ 4 ]                                                                 |
| 부산광역시 비례대표 | 반선호 | 더불어민주당 | 부산광역시 일원                                                                    |                                                                       |

### 대구광역시의회
| 선거구              | 이름   | 소속정당     | 관할구역                                                                         | 비고                                                              |
| ------------------- | ------ | ------------ | -------------------------------------------------------------------------------- | ----------------------------------------------------------------- |
| 군위군 선거구       | 박창석 | 국민의힘     | 군위군 전역                                                                      |                                                                   |
| 남구 제1선거구      | 박우근 | 국민의힘     | 이천동, 봉덕1동, 봉덕2동, 봉덕3동, 대명2동, 대명5동                              |                                                                   |
| 남구 제2선거구      | 윤영애 | 국민의힘     | 대명1동, 대명3동, 대명4동, 대명6동, 대명9동, 대명10동, 대명11동                  |                                                                   |
| 달서구 제1선거구    | 이영애 | 국민의힘     | 죽전동, 장기동, 용산1동, 용산2동                                                 | 제9대 대구광역시의회 전반기 부의장                                |
| 달서구 제2선거구    | 허시영 | 국민의힘     | 이곡1동, 이곡2동, 신당동                                                         |                                                                   |
| 달서구 제3선거구    | 황순자 | 국민의힘     | 월성1동, 월성2동, 상인1동, 상인2동                                               |                                                                   |
| 달서구 제4선거구    | 이태손 | 국민의힘     | 진천동, 유천동, 상인3동, 도원동                                                  |                                                                   |
| 달서구 제5선거구    | 윤권근 | 국민의힘     | 성당동, 두류1·2동, 두류3동, 감삼동                                               |                                                                   |
| 달서구 제6선거구    | 전태선 | 국민의힘     | 본리동, 송현1동, 송현2동, 본동                                                   | 24.03.12. 공직선거법 위반, 당선무효                               |
| 달서구 제6선거구    | 김주범 | 국민의힘     | 본리동, 송현1동, 송현2동, 본동                                                   | 25.04.02. 재보궐선거 당선                                         |
| 달성군 제1선거구    | 하중환 | 국민의힘     | 화원읍, 가창면                                                                   |                                                                   |
| 달성군 제2선거구    | 김원규 | 국민의힘     | 옥포읍, 논공읍, 유가읍, 현풍읍, 구지면                                           | 제9대 대구광역시의회 후반기 부의장                                |
| 달성군 제3선거구    | 손한국 | 국민의힘     | 다사읍, 하빈면                                                                   |                                                                   |
| 동구 제1선거구      | 김재우 | 국민의힘     | 신암1동, 신암2동, 신암3동, 신암4동, 신암5동, 지저동, 동촌동                      |                                                                   |
| 동구 제2선거구      | 박소영 | 국민의힘     | 신천1·2동, 신천3동, 신천4동, 효목1동, 효목2동                                    |                                                                   |
| 동구 제3선거구      | 권기훈 | 국민의힘     | 도평동, 불로·봉무동, 방촌동, 해안동, 공산동                                      |                                                                   |
| 동구 제4선거구      | 이재숙 | 국민의힘     | 안심1동, 안심2동, 안심3동, 안심4동, 혁신동                                       |                                                                   |
| 북구 제1선거구      | 류종우 | 국민의힘     | 고성동, 칠성동, 침산1동, 침산2동, 침산3동, 노원동                                |                                                                   |
| 북구 제2선거구      | 김지만 | 국민의힘     | 산격1동, 산격2동, 산격3동, 산격4동, 대현동, 복현1동, 복현2동, 검단동             |                                                                   |
| 북구 제3선거구      | 김재용 | 국민의힘     | 무태·조야동, 관문동, 태전1동                                                     |                                                                   |
| 북구 제4선거구      | 하병문 | 국민의힘     | 태전2동, 구암동, 국우동                                                          | 제9대 대구광역시의회 전반기 부의장                                |
| 북구 제5선거구      | 이동욱 | 국민의힘     | 관음동, 읍내동, 동천동                                                           |                                                                   |
| 서구 제1선거구      | 김대현 | 국민의힘     | 내당1동, 내당2·3동, 내당4동, 평리2동, 평리4동, 평리5동, 평리6동, 상중이동        |                                                                   |
| 서구 제2선거구      | 이재화 | 국민의힘     | 비산1동, 비산2·3동, 비산4동, 비산5동, 비산6동, 비산7동, 평리1동, 평리3동, 원대동 | 제9대 대구광역시의회 후반기 부의장                                |
| 수성구 제1선거구    | 정일균 | 국민의힘     | 범어1동, 범어4동, 황금1동, 황금2동                                               |                                                                   |
| 수성구 제2선거구    | 조경구 | 국민의힘     | 범어2동, 범어3동, 만촌1동, 만촌2동, 만촌3동                                      |                                                                   |
| 수성구 제3선거구    | 이성오 | 국민의힘     | 고산1동, 고산2동, 고산3동                                                        |                                                                   |
| 수성구 제4선거구    | 전경원 | 국민의힘     | 수성1가동, 수성2·3가동, 수성4가동, 중동, 상동, 두산동                            |                                                                   |
| 수성구 제5선거구    | 김태우 | 국민의힘     | 파동, 지산1동, 지산2동, 범물1동, 범물2동                                         |                                                                   |
| 중구 제1선거구      | 임인환 | 국민의힘     | 동인동, 삼덕동, 성내1동, 남산1동, 대봉1동, 대봉2동                               |                                                                   |
| 중구 제2선거구      | 이만규 | 국민의힘     | 성내2동, 성내3동, 대신동, 남산2동, 남산3동, 남산4동                              | 제9대 대구광역시의회 전반기 의장 제9대 대구광역시의회 후반기 의장 |
| 대구광역시 비례대표 | 김정옥 | 국민의힘     | 대구광역시 일원                                                                  |                                                                   |
| 대구광역시 비례대표 | 박종필 | 국민의힘     | 대구광역시 일원                                                                  |                                                                   |
| 대구광역시 비례대표 | 육정미 | 더불어민주당 | 대구광역시 일원                                                                  |                                                                   |

### 인천광역시의회
| 선거구              | 이름   | 소속정당     | 관할구역                                                          | 비고                                                                       |
| ------------------- | ------ | ------------ | ----------------------------------------------------------------- | -------------------------------------------------------------------------- |
| 강화군 선거구       | 박용철 | 국민의힘     | 강화군 일원                                                       | 24.08.02. 의원직 사직                                                      |
| 강화군 선거구       | 윤재상 | 국민의힘     | 강화군 일원                                                       | 25.04.02. 재보궐선거 당선                                                  |
| 계양구 제1선거구    | 조성환 | 더불어민주당 | 효성1동, 효성2동                                                  |                                                                            |
| 계양구 제2선거구    | 김종득 | 더불어민주당 | 작전1동, 작전2동, 작전서운동                                      |                                                                            |
| 계양구 제3선거구    | 석정규 | 더불어민주당 | 계산1동, 계산2동, 계산3동                                         |                                                                            |
| 계양구 제4선거구    | 문세종 | 더불어민주당 | 계산4동, 계양1동, 계양2동, 계양3동                                |                                                                            |
| 남동구 제1선거구    | 임춘원 | 국민의힘     | 구월1동, 구월4동, 남촌도림동                                      |                                                                            |
| 남동구 제2선거구    | 이선옥 | 국민의힘     | 구월3동, 간석1동, 간석4동                                         | 제9대 인천광역시의회 후반기 부의장                                         |
| 남동구 제3선거구    | 이오상 | 더불어민주당 | 논현1동, 논현2동, 논현고잔동                                      | 제9대 인천광역시의회 후반기 부의장                                         |
| 남동구 제4선거구    | 신동섭 | 국민의힘     | 구월2동, 간석2동, 간석3동                                         |                                                                            |
| 남동구 제5선거구    | 한민수 | 국민의힘     | 만수1동, 만수6동, 장수·서창동                                     |                                                                            |
| 남동구 제6선거구    | 이인교 | 국민의힘     | 만수2동, 만수3동, 만수4동, 만수5동                                |                                                                            |
| 동구 선거구         | 허식   | 국민의힘     | 동구 일원                                                         | 제9대 인천광역시의회 전반기 의장 (불신임)                                  |
| 미추홀구 제1선거구  | 김재동 | 국민의힘     | 도화1동, 도화2·3동, 주안5동, 주안6동                              |                                                                            |
| 미추홀구 제2선거구  | 김대중 | 국민의힘     | 주안1동, 주안2동, 주안3동, 주안4동, 주안7동, 주안8동              |                                                                            |
| 미추홀구 제3선거구  | 이봉락 | 국민의힘     | 숭의1·3동, 숭의2동, 숭의4동, 용현1·4동, 용현2동, 용현3동, 학익2동 | 제9대 인천광역시의회 전반기 부의장 제9대 인천광역시의회 전반기 의장 (보궐) |
| 미추홀구 제4선거구  | 김종배 | 국민의힘     | 용현5동, 학익1동, 관교동, 문학동                                  |                                                                            |
| 부평구 제1선거구    | 이명규 | 국민의힘     | 부평1동, 부평4동                                                  |                                                                            |
| 부평구 제2선거구    | 유경희 | 더불어민주당 | 부평2동, 부평5동, 부평6동, 부개1동, 일신동                        |                                                                            |
| 부평구 제3선거구    | 이단비 | 국민의힘     | 부평3동, 산곡3동, 산곡4동, 십정1동, 십정2동                       |                                                                            |
| 부평구 제4선거구    | 나상길 | 무소속       | 산곡1동, 산곡2동, 청천1동, 청천2동                                | [ 7 ]                                                                      |
| 부평구 제5선거구    | 임지훈 | 무소속       | 갈산1동, 갈산2동, 삼산1동                                         | [ 8 ]                                                                      |
| 부평구 제6선거구    | 박종혁 | 더불어민주당 | 삼산2동, 부개2동, 부개3동                                         | 제9대 인천광역시의회 전반기 부의장                                         |
| 서구 제1선거구      | 정종혁 | 더불어민주당 | 청라1동, 청라2동                                                  |                                                                            |
| 서구 제2선거구      | 이용창 | 국민의힘     | 석남1동, 석남2동, 석남3동, 가좌1동, 가좌2동, 가좌3동, 가좌4동     |                                                                            |
| 서구 제3선거구      | 김유곤 | 국민의힘     | 가정1동, 가정2동, 가정3동, 신현원창동                             |                                                                            |
| 서구 제4선거구      | 신충식 | 무소속       | 검암경서동, 연희동                                                | [ 9 ]                                                                      |
| 서구 제5선거구      | 이순학 | 더불어민주당 | 청라3동, 당하동, 오류왕길동, 마전동                               |                                                                            |
| 서구 제6선거구      | 김명주 | 더불어민주당 | 검단동, 불로대곡동, 원당동, 아라동                                |                                                                            |
| 연수구 제1선거구    | 정해권 | 국민의힘     | 옥련2동, 연수1동, 청학동                                          | 제9대 인천광역시의회 후반기 의장                                           |
| 연수구 제2선거구    | 김용희 | 국민의힘     | 선학동, 연수2동, 연수3동, 동춘3동                                 |                                                                            |
| 연수구 제3선거구    | 유승분 | 국민의힘     | 옥련1동, 동춘1동, 동춘2동                                         |                                                                            |
| 연수구 제4선거구    | 조현영 | 무소속       | 송도1동, 송도3동                                                  | [ 10 ]                                                                     |
| 연수구 제5선거구    | 이강구 | 국민의힘     | 송도2동, 송도4동, 송도5동                                         | [ 11 ]                                                                     |
| 옹진군 선거구       | 신영희 | 국민의힘     | 옹진군 일원                                                       | 제9대 인천광역시의회 전반기 부의장 (보궐)                                  |
| 중구 제1선거구      | 임관만 | 국민의힘     | 연안동, 신포동, 신흥동, 도원동, 율목동, 동인천동, 개항동          |                                                                            |
| 중구 제2선거구      | 신성영 | 국민의힘     | 영종동, 영종1동, 운서동, 용유동                                   |                                                                            |
| 인천광역시 비례대표 | 박판순 | 국민의힘     | 인천광역시 일원                                                   |                                                                            |
| 인천광역시 비례대표 | 박창호 | 국민의힘     | 인천광역시 일원                                                   |                                                                            |
| 인천광역시 비례대표 | 장성숙 | 더불어민주당 | 인천광역시 일원                                                   |                                                                            |
| 인천광역시 비례대표 | 김대영 | 더불어민주당 | 인천광역시 일원                                                   |                                                                            |

### 광주광역시의회
| 선거구              | 이름   | 소속정당     | 관할구역                                                       | 비고                               |
| ------------------- | ------ | ------------ | -------------------------------------------------------------- | ---------------------------------- |
| 광산구 제1선거구    | 최지현 | 더불어민주당 | 송정1동, 송정2동, 도산동, 어룡동, 동곡동, 평동, 삼도동, 본량동 |                                    |
| 광산구 제2선거구    | 정무창 | 더불어민주당 | 신흥동, 우산동, 월곡1동, 월곡2동, 운남동                       | 제9대 광주광역시의회 전반기 의장   |
| 광산구 제3선거구    | 박필순 | 더불어민주당 | 비아동, 첨단1동, 첨단2동                                       |                                    |
| 광산구 제4선거구    | 이귀순 | 더불어민주당 | 비아동, 신가동, 신창동                                         | 제9대 광주광역시의회 전반기 부의장 |
| 광산구 제5선거구    | 박수기 | 더불어민주당 | 하남동, 임곡동, 수완동                                         |                                    |
| 남구 제1선거구      | 서임석 | 더불어민주당 | 봉선1동, 월산동, 월산4동, 월산5동, 주월1동, 주월2동            |                                    |
| 남구 제2선거구      | 임미란 | 더불어민주당 | 봉선2동, 진월동, 효덕동, 송암동, 대촌동                        |                                    |
| 남구 제3선거구      | 박희율 | 더불어민주당 | 양림동, 방림1동, 방림2동, 사직동, 백운1동, 백운2동             |                                    |
| 동구 제1선거구      | 홍기월 | 더불어민주당 | 충장동, 동명동, 계림1동, 계림2동, 산수1동, 산수2동             |                                    |
| 동구 제2선거구      | 박미정 | 더불어민주당 | 지산1동, 지산2동, 서남동, 학동, 학운동, 지원1동, 지원2동       |                                    |
| 북구 제1선거구      | 안평환 | 더불어민주당 | 중흥1동, 중흥2동, 중흥3동, 중앙동, 임동, 신안동                |                                    |
| 북구 제2선거구      | 정다은 | 더불어민주당 | 우산동, 문흥1동, 문흥2동, 오치1동, 오치2동                     |                                    |
| 북구 제3선거구      | 신수정 | 더불어민주당 | 풍향동, 문화동, 두암1동, 두암2동, 두암3동, 석곡동              | 제9대 광주광역시의회 후반기 의장   |
| 북구 제4선거구      | 조석호 | 더불어민주당 | 용봉동, 삼각동, 일곡동, 매곡동                                 |                                    |
| 북구 제5선거구      | 심창욱 | 무소속       | 운암1동, 운암2동, 운암3동, 동림동                              | [ 12 ]                             |
| 북구 제6선거구      | 김나윤 | 더불어민주당 | 건국동, 양산동, 신용동                                         |                                    |
| 서구 제1선거구      | 강수훈 | 더불어민주당 | 양동, 양3동, 농성1동, 농성2동, 화정1동, 화정2동                |                                    |
| 서구 제2선거구      | 명진   | 더불어민주당 | 광천동, 유덕동, 치평동, 상무1동, 동천동                        |                                    |
| 서구 제3선거구      | 이명노 | 더불어민주당 | 화정3동, 화정4동, 풍암동                                       |                                    |
| 서구 제4선거구      | 심철의 | 더불어민주당 | 상무2동, 서창동, 금호1동, 금호2동                              | 제9대 광주광역시의회 전반기 부의장 |
| 광주광역시 비례대표 | 채은지 | 더불어민주당 | 광주광역시 일원                                                | 제9대 광주광역시의회 후반기 부의장 |
| 광주광역시 비례대표 | 서용규 | 더불어민주당 | 광주광역시 일원                                                | 제9대 광주광역시의회 후반기 부의장 |
| 광주광역시 비례대표 | 김용님 | 국민의힘     | 광주광역시 일원                                                |                                    |

### 대전광역시의회
| 선거구              | 이름   | 소속정당     | 관할구역                                           | 비고                                                                |
| ------------------- | ------ | ------------ | -------------------------------------------------- | ------------------------------------------------------------------- |
| 대덕구 제1선거구    | 이효성 | 국민의힘     | 오정동, 대화동, 법1동, 법2동                       |                                                                     |
| 대덕구 제2선거구    | 송활섭 | 무소속       | 회덕동, 신탄진동, 석봉동, 덕암동, 목상동           | [ 13 ]                                                              |
| 대덕구 제3선거구    | 이용기 | 국민의힘     | 비래동, 송촌동, 중리동                             | 25.05.18. 별세 (잔여 임기 1년 미만, 보궐선거 미실시)                |
| 동구 제1선거구      | 송인석 | 국민의힘     | 중앙동, 효동, 신인동, 홍도동, 삼성동, 산내동       |                                                                     |
| 동구 제2선거구      | 이상래 | 국민의힘     | 판암1동, 판암2동, 용운동, 대동, 자양동, 대청동     | 제9대 대전광역시의회 전반기 의장                                    |
| 동구 제3선거구      | 정명국 | 국민의힘     | 가양1동, 가양2동, 용전동, 성남동                   |                                                                     |
| 서구 제1선거구      | 김진오 | 국민의힘     | 복수동, 도마1동, 도마2동, 정림동                   | 제9대 대전광역시의회 전반기 부의장                                  |
| 서구 제2선거구      | 김영삼 | 국민의힘     | 변동, 괴정동, 가장동, 내동                         | 제9대 대전광역시의회 후반기 부의장 (보궐)                           |
| 서구 제3선거구      | 이재경 | 국민의힘     | 가수원동, 관저1동, 관저2동, 기성동                 |                                                                     |
| 서구 제4선거구      | 이병철 | 국민의힘     | 용문동, 탄방동, 갈마1동, 갈마2동                   |                                                                     |
| 서구 제5선거구      | 이중호 | 국민의힘     | 둔산1동, 둔산2동, 둔산3동                          |                                                                     |
| 서구 제6선거구      | 이한영 | 국민의힘     | 월평1동, 월평2동, 월평3동, 만년동                  |                                                                     |
| 유성구 제1선거구    | 박종선 | 무소속       | 진잠동, 학하동, 상대동, 원신흥동                   | [ 14 ]                                                              |
| 유성구 제2선거구    | 송대윤 | 더불어민주당 | 온천1동, 온천2동, 노은1동                          | 제9대 대전광역시의회 후반기 부의장 (별세) 24.10.26. 별세            |
| 유성구 제2선거구    | 방진영 | 더불어민주당 | 온천1동, 온천2동, 노은1동                          | 25.04.02. 재보궐선거 당선                                           |
| 유성구 제3선거구    | 조원휘 | 국민의힘     | 노은2동, 노은3동, 신성동                           | 제9대 대전광역시의회 전반기 부의장 제9대 대전광역시의회 후반기 의장 |
| 유성구 제4선거구    | 이금선 | 국민의힘     | 전민동, 구즉동, 관평동                             | [ 16 ]                                                              |
| 중구 제1선거구      | 박주화 | 국민의힘     | 은행선화동, 대흥동, 문창동, 석교동, 대사동, 부사동 |                                                                     |
| 중구 제2선거구      | 김선광 | 국민의힘     | 목동, 중촌동, 용두동, 오류동, 태평1동, 태평2동     |                                                                     |
| 중구 제3선거구      | 민경배 | 국민의힘     | 유천1동, 유천2동, 문화1동, 문화2동, 산성동         |                                                                     |
| 대전광역시 비례대표 | 안경자 | 국민의힘     | 대전광역시 일원                                    |                                                                     |
| 대전광역시 비례대표 | 황경아 | 국민의힘     | 대전광역시 일원                                    | 제9대 대전광역시의회 후반기 부의장                                  |
| 대전광역시 비례대표 | 김민숙 | 더불어민주당 | 대전광역시 일원                                    |                                                                     |

### 울산광역시의회
| 선거구              | 이름   | 소속정당     | 관할구역                                       | 비고                                                                |
| ------------------- | ------ | ------------ | ---------------------------------------------- | ------------------------------------------------------------------- |
| 남구 제1선거구      | 안수일 | 무소속       | 신정1동, 신정2동, 신정3동, 신정5동             | [ 17 ]                                                              |
| 남구 제2선거구      | 이장걸 | 국민의힘     | 신정4동, 옥동                                  |                                                                     |
| 남구 제3선거구      | 안대룡 | 국민의힘     | 삼호동, 무거동                                 |                                                                     |
| 남구 제4선거구      | 방인섭 | 국민의힘     | 삼산동, 야음·장생포동                          |                                                                     |
| 남구 제5선거구      | 김동칠 | 국민의힘     | 달동, 수암동                                   |                                                                     |
| 남구 제6선거구      | 이영해 | 국민의힘     | 대현동, 선암동                                 |                                                                     |
| 동구 제1선거구      | 김수종 | 국민의힘     | 방어동, 화정동, 대송동                         | 제8대 울산광역시의회 후반기 부의장                                  |
| 동구 제2선거구      | 홍유준 | 국민의힘     | 일산동, 전하1동, 전하2동                       |                                                                     |
| 동구 제3선거구      | 강대길 | 국민의힘     | 남목1동, 남목2동, 남목3동                      | 제8대 울산광역시의회 전반기 부의장                                  |
| 북구 제1선거구      | 정치락 | 국민의힘     | 농소1동, 송정동                                | 24.01.11. 의원직 사직                                               |
| 북구 제1선거구      | 손근호 | 더불어민주당 | 농소1동, 송정동                                | 24.04.10. 재보궐선거 당선                                           |
| 북구 제2선거구      | 문석주 | 국민의힘     | 농소2동, 농소3동                               |                                                                     |
| 북구 제3선거구      | 백현조 | 국민의힘     | 강동동, 효문동, 양정동, 염포동                 |                                                                     |
| 울주군 제1선거구    | 공진혁 | 국민의힘     | 온산읍, 온양읍, 청량읍, 서생면, 웅촌면         |                                                                     |
| 울주군 제2선거구    | 홍성우 | 국민의힘     | 언양읍, 삼남읍, 두동면, 두서면, 상북면, 삼동면 |                                                                     |
| 울주군 제3선거구    | 김종훈 | 국민의힘     | 범서읍                                         |                                                                     |
| 중구 제1선거구      | 권태호 | 국민의힘     | 학성동, 복산1동, 복산2동, 성안동, 중앙동       |                                                                     |
| 중구 제2선거구      | 김기환 | 국민의힘     | 병영1동, 병영2동                               | 제8대 울산광역시의회 전반기 의장                                    |
| 중구 제3선거구      | 이성룡 | 국민의힘     | 우정동, 태화동, 다운동                         | 제8대 울산광역시의회 전반기 부의장 제8대 울산광역시의회 후반기 의장 |
| 중구 제4선거구      | 김종섭 | 국민의힘     | 반구1동, 반구2동, 약사동                       | 제8대 울산광역시의회 후반기 부의장                                  |
| 울산광역시 비례대표 | 천미경 | 국민의힘     | 울산광역시 일원                                |                                                                     |
| 울산광역시 비례대표 | 권순용 | 국민의힘     | 울산광역시 일원                                |                                                                     |
| 울산광역시 비례대표 | 손명희 | 더불어민주당 | 울산광역시 일원                                |                                                                     |

### 세종특별자치시의회
| 선거구                  | 이름   | 소속정당     | 관할구역                                                                       | 비고                                          |
| ----------------------- | ------ | ------------ | ------------------------------------------------------------------------------ | --------------------------------------------- |
| 제1선거구               | 김충식 | 국민의힘     | 조치원읍 갑 [원리, 상리, 평리, 교리, 정리, 명리, 남리, 침산리, 신안리, 서창리] | 제4대 세종특별자치시의회 전반기 부의장 (보궐) |
| 제2선거구               | 김광운 | 더불어민주당 | 조치원읍 을 [신흥리, 죽림리, 번암리, 봉산리]                                   |                                               |
| 제3선거구               | 김동빈 | 국민의힘     | 부강면, 금남면, 대평동                                                         | 제4대 세종특별자치시의회 후반기 부의장        |
| 제4선거구               | 윤지성 | 국민의힘     | 연기면, 연동면, 연서면, 해밀동 [산울동 포함]                                   |                                               |
| 제5선거구               | 김학서 | 국민의힘     | 전의면, 전동면, 소정면                                                         | 제4대 세종특별자치시의회 전반기 부의장 (퇴직) |
| 제6선거구               | 안신일 | 더불어민주당 | 장군면, 한솔동 [가람동 포함]                                                   |                                               |
| 제7선거구               | 최원석 | 국민의힘     | 도담동 갑 [1~9, 13~19, 22, 25통]                                               |                                               |
| 제8선거구               | 이순열 | 더불어민주당 | 도담동 을 [10~12통, 20~21통, 23~24통], 어진동                                  | 제4대 세종특별자치시의회 전반기 의장 (보궐)   |
| 제9선거구               | 상병헌 | 더불어민주당 | 아름동                                                                         | 제4대 세종특별자치시의회 전반기 의장 (퇴직)   |
| 제10선거구              | 임채성 | 더불어민주당 | 종촌동                                                                         | 제4대 세종특별자치시의회 후반기 의장          |
| 제11선거구              | 이현정 | 더불어민주당 | 고운동 갑 [1~4, 6, 13, 15~18, 21, 23~25, 28~30, 34통]                          |                                               |
| 제12선거구              | 김재형 | 더불어민주당 | 고운동 을 [5, 7~12, 14, 19, 20, 22, 26, 27, 31~33, 35통]                       |                                               |
| 제13선거구              | 유인호 | 더불어민주당 | 보람동                                                                         |                                               |
| 제14선거구              | 김현미 | 더불어민주당 | 소담동                                                                         |                                               |
| 제15선거구              | 김영현 | 더불어민주당 | 반곡동 [집현동, 합강동 포함]                                                   |                                               |
| 제16선거구              | 김현옥 | 더불어민주당 | 새롬동 [새롬동]                                                                |                                               |
| 제17선거구              | 김효숙 | 더불어민주당 | 새롬동 [나성동]                                                                | 제4대 세종특별자치시의회 후반기 부의장        |
| 제18선거구              | 박란희 | 더불어민주당 | 다정동                                                                         | 제4대 세종특별자치시의회 전반기 부의장        |
| 세종특별자치시 비례대표 | 이소희 | 국민의힘     | 세종특별자치시 일원                                                            | 24.03.04. 의원직 사직                         |
| 세종특별자치시 비례대표 | 홍나영 | 국민의힘     | 세종특별자치시 일원                                                            | 24.03.07. 의원직 승계                         |
| 세종특별자치시 비례대표 | 여미전 | 더불어민주당 | 세종특별자치시 일원                                                            |                                               |

### 경기도의회
| 선거구             | 이름   | 소속정당     | 관할구역 | 비고                                           |
| ------------------ | ------ | ------------ | --- | ---------------------------------------------- |
| 가평군 선거구      | 임광현 | 국민의힘     | 가평군 일원 |                                                |
| 고양시 제1선거구   | 변재석 | 더불어민주당 | 덕양구 [주교동, 흥도동, 성사1동, 성사2동]                                                                             |                                                |
| 고양시 제2선거구   | 이인애 | 국민의힘     | 덕양구 [원신동, 고양동, 관산동]                                                                                       |                                                |
| 고양시 제3선거구   | 정동혁 | 더불어민주당 | 덕양구 [화정1동, 화정2동]                                                                                             |                                                |
| 고양시 제4선거구   | 이경혜 | 더불어민주당 | 덕양구 [효자동, 삼송1동, 삼송2동, 창릉동, 화전동]                                                                     |                                                |
| 고양시 제5선거구   | 명재성 | 더불어민주당 | 덕양구 [행주동, 행신1동, 행신2동, 행신3동, 행신4동, 대덕동]                                                           |                                                |
| 고양시 제6선거구   | 곽미숙 | 국민의힘     | 덕양구 [능곡동], 일산동구 [백석1동, 백석2동]                                                                          |                                                |
| 고양시 제7선거구   | 이상원 | 국민의힘     | 일산동구 [식사동, 풍산동, 고봉동]                                                                                     |                                                |
| 고양시 제8선거구   | 이택수 | 국민의힘     | 일산동구 [정발산동, 중산1동, 중산2동], 일산서구 [일산2동]                                                             |                                                |
| 고양시 제9선거구   | 오준환 | 국민의힘     | 일산동구 [마두1동, 마두2동, 장항1동, 장항2동]                                                                         |                                                |
| 고양시 제10선거구  | 고은정 | 더불어민주당 | 일산서구 [일산1동, 탄현1동, 탄현2동]                                                                                  |                                                |
| 고양시 제11선거구  | 심홍순 | 국민의힘     | 일산서구 [일산3동, 주엽1동, 주엽2동, 대화동]                                                                          |                                                |
| 고양시 제12선거구  | 김완규 | 국민의힘     | 일산서구 [송포동, 덕이동, 가좌동]                                                                                     |                                                |
| 과천시 선거구      | 김현석 | 국민의힘     | 과천시 일원 |                                                |
| 광명시 제1선거구   | 김정호 | 국민의힘     | 광명1동, 광명2동, 광명3동, 철산1동, 철산2동, 철산3동                                                                  |                                                |
| 광명시 제2선거구   | 최민   | 더불어민주당 | 광명4동, 광명5동, 광명6동, 광명7동, 철산4동                                                                           |                                                |
| 광명시 제3선거구   | 유종상 | 더불어민주당 | 하안1동, 하안2동, 하안3동, 하안4동, 학온동                                                                            |                                                |
| 광명시 제4선거구   | 김용성 | 더불어민주당 | 소하1동, 소하2동, 일직동                                                                                              |                                                |
| 광주시 제1선거구   | 유영두 | 국민의힘     | 송정동, 탄벌동, 퇴촌면, 남종면, 남한산성면                                                                            |                                                |
| 광주시 제2선거구   | 임창휘 | 더불어민주당 | 경안동, 쌍령동, 광남1동, 광남2동                                                                                      |                                                |
| 광주시 제3선거구   | 오창준 | 국민의힘     | 오포1동, 오포2동, 신현동, 능평동                                                                                      |                                                |
| 광주시 제4선거구   | 유형진 | 국민의힘     | 초월읍, 곤지암읍, 도척면                                                                                              |                                                |
| 구리시 제1선거구   | 백현종 | 국민의힘     | 갈매동, 동구동, 인창동, 교문1동                                                                                       |                                                |
| 구리시 제2선거구   | 이은주 | 국민의힘     | 교문2동, 수택1동, 수택2동, 수택3동                                                                                    |                                                |
| 군포시 제1선거구   | 정윤경 | 더불어민주당 | 군포1동, 산본1동, 금정동                                                                                              | 제11대 경기도의회 후반기 부의장                |
| 군포시 제2선거구   | 성기황 | 더불어민주당 | 군포2동, 대야동, 송부동                                                                                               |                                                |
| 군포시 제3선거구   | 김미숙 | 더불어민주당 | 산본2동, 궁내동, 광정동                                                                                               |                                                |
| 군포시 제4선거구   | 김판수 | 더불어민주당 | 재궁동, 오금동, 수리동                                                                                                | 제11대 경기도의회 전반기 부의장 24.09.30. 별세 |
| 군포시 제4선거구   | 성복임 | 더불어민주당 | 재궁동, 오금동, 수리동                                                                                                | 25.04.02. 재보궐선거 당선                      |
| 김포시 제1선거구   | 홍원길 | 국민의힘     | 사우동, 풍무동, 고촌읍                                                                                                |                                                |
| 김포시 제2선거구   | 오세풍 | 국민의힘     | 김포본동, 장기동 |                                                |
| 김포시 제3선거구   | 김시용 | 국민의힘     | 구래동, 통진읍, 양촌읍, 대곶면, 월곶면, 하성면                                                                        |                                                |
| 김포시 제4선거구   | 이기형 | 더불어민주당 | 장기본동, 마산동, 운양동                                                                                              |                                                |
| 남양주시 제1선거구 | 이석균 | 국민의힘     | 화도읍, 수동면 |                                                |
| 남양주시 제2선거구 | 김미리 | 개혁신당     | 호평동, 평내동 | [ 18 ]                                         |
| 남양주시 제3선거구 | 조미자 | 더불어민주당 | 진접읍 |                                                |
| 남양주시 제4선거구 | 김동영 | 더불어민주당 | 오남읍 |                                                |
| 남양주시 제5선거구 | 김창식 | 더불어민주당 | 별내동, 별내면 |                                                |
| 남양주시 제6선거구 | 유호준 | 더불어민주당 | 다산1동, 다산2동, 양정동                                                                                              |                                                |
| 남양주시 제7선거구 | 이병길 | 국민의힘     | 와부읍, 조안면, 금곡동, 진건읍, 퇴계원읍                                                                              |                                                |
| 동두천시 제1선거구 | 이인규 | 더불어민주당 | 생연2동, 송내동, 상패동                                                                                               |                                                |
| 동두천시 제2선거구 | 임상오 | 국민의힘     | 생연1동, 중앙동, 보산동, 불현동, 소요동                                                                               |                                                |
| 부천시 제1선거구   | 염종현 | 더불어민주당 | 부천동 | 제11대 경기도의회 전반기 의장                  |
| 부천시 제2선거구   | 이선구 | 더불어민주당 | 심곡동 |                                                |
| 부천시 제3선거구   | 이재영 | 더불어민주당 | 중동, 상동 |                                                |
| 부천시 제4선거구   | 황진희 | 더불어민주당 | 신중동 |                                                |
| 부천시 제5선거구   | 김광민 | 더불어민주당 | 대산동, 소사본동 |                                                |
| 부천시 제6선거구   | 김동희 | 더불어민주당 | 범안동 |                                                |
| 부천시 제7선거구   | 유경현 | 더불어민주당 | 성곡동 |                                                |
| 부천시 제8선거구   | 박상현 | 더불어민주당 | 오정동 |                                                |
| 성남시 제1선거구   | 문승호 | 더불어민주당 | 수정구 [신흥1동, 신흥2동, 신흥3동, 수진1동, 수진2동, 단대동, 신촌동, 고등동, 시흥동]                                  |                                                |
| 성남시 제2선거구   | 최만식 | 더불어민주당 | 수정구 [태평1동, 태평2동, 태평3동, 태평4동, 산성동, 양지동, 복정동, 위례동]                                           |                                                |
| 성남시 제3선거구   | 전석훈 | 더불어민주당 | 중원구 [성남동, 상대원1동, 상대원2동, 상대원3동, 하대원동, 도촌동]                                                    |                                                |
| 성남시 제4선거구   | 국중범 | 더불어민주당 | 중원구 [중앙동, 금광1동, 금광2동, 은행1동, 은행2동]                                                                   |                                                |
| 성남시 제5선거구   | 방성환 | 국민의힘     | 분당구 [이매1동, 이매2동, 야탑1동, 야탑2동, 야탑3동, 삼평동]                                                          |                                                |
| 성남시 제6선거구   | 이기인 | 개혁신당     | 분당구 [서현1동, 서현2동, 판교동, 백현동, 운중동]                                                                     | 24.03.07. 의원직 사직                          |
| 성남시 제6선거구   | 김진명 | 더불어민주당 | 분당구 [서현1동, 서현2동, 판교동, 백현동, 운중동]                                                                     | 25.04.02. 재보궐선거 당선                      |
| 성남시 제7선거구   | 안계일 | 국민의힘     | 분당구 [분당동, 수내3동, 정자2동, 정자3동, 구미동]                                                                    |                                                |
| 성남시 제8선거구   | 이제영 | 국민의힘     | 분당구 [수내1동, 수내2동, 정자1동, 금곡동, 구미1동, 정자동]                                                           |                                                |
| 수원시 제1선거구   | 남경순 | 국민의힘     | 장안구 [파장동, 영화동, 송죽동, 조원1동, 조원2동, 연무동]                                                             | 제11대 경기도의회 전반기 부의장                |
| 수원시 제2선거구   | 박옥분 | 더불어민주당 | 장안구 [정자1동, 정자2동, 정자3동]                                                                                    |                                                |
| 수원시 제3선거구   | 황대호 | 더불어민주당 | 장안구 [율천동], 권선구 [서둔동, 구운동, 입북동]                                                                      |                                                |
| 수원시 제4선거구   | 장한별 | 더불어민주당 | 권선구 [평동, 금곡동, 호매실동]                                                                                       |                                                |
| 수원시 제5선거구   | 김호겸 | 국민의힘     | 팔달구 [매교동, 매산동, 고등동, 화서1동, 화서2동]                                                                     |                                                |
| 수원시 제6선거구   | 한원찬 | 국민의힘     | 팔달구 [행궁동, 지동, 우만1동, 우만2동, 인계동]                                                                       |                                                |
| 수원시 제7선거구   | 최종현 | 더불어민주당 | 영통구 [매탄1동, 매탄2동, 매탄3동, 매탄4동]                                                                           |                                                |
| 수원시 제8선거구   | 이호동 | 국민의힘     | 영통구 [원천동, 영통1동]                                                                                              |                                                |
| 수원시 제9선거구   | 이오수 | 국민의힘     | 영통구 [광교1동, 광교2동]                                                                                             |                                                |
| 수원시 제10선거구  | 이애형 | 국민의힘     | 권선구 [세류1동, 세류2동, 세류3동, 권선1동]                                                                           |                                                |
| 수원시 제11선거구  | 문병근 | 국민의힘     | 권선구 [권선2동, 곡선동]                                                                                              |                                                |
| 수원시 제12선거구  | 이병숙 | 더불어민주당 | 영통구 [영통2동, 영통3동, 망포1동, 망포2동]                                                                           |                                                |
| 시흥시 제1선거구   | 안광률 | 더불어민주당 | 대야동, 신천동, 은행동                                                                                                |                                                |
| 시흥시 제2선거구   | 장대석 | 더불어민주당 | 과림동, 매화동, 목감동, 능곡동                                                                                        |                                                |
| 시흥시 제3선거구   | 김진경 | 더불어민주당 | 신현동, 연성동, 장곡동                                                                                                | 제11대 경기도의회 후반기 의장                  |
| 시흥시 제4선거구   | 김종배 | 더불어민주당 | 군자동, 월곶동, 정왕본동, 정왕1동, 정왕2동                                                                            |                                                |
| 시흥시 제5선거구   | 이동현 | 더불어민주당 | 정왕3동, 정왕4동, 배곧1동, 배곧2동                                                                                    |                                                |
| 안산시 제1선거구   | 김동규 | 더불어민주당 | 상록구 [사동, 사이동, 해양동, 본오3동]                                                                                |                                                |
| 안산시 제2선거구   | 김태희 | 더불어민주당 | 상록구 [본오1동, 본오2동, 반월동]                                                                                     |                                                |
| 안산시 제3선거구   | 장윤정 | 더불어민주당 | 상록구 [일동, 이동, 성포동]                                                                                           |                                                |
| 안산시 제4선거구   | 정승현 | 더불어민주당 | 상록구 [부곡동, 월피동, 안산동]                                                                                       |                                                |
| 안산시 제5선거구   | 강태형 | 더불어민주당 | 단원구 [와동, 선부3동]                                                                                                |                                                |
| 안산시 제6선거구   | 이기환 | 더불어민주당 | 단원구 [원곡동, 백운동, 신길동, 선부1동, 선부2동]                                                                     |                                                |
| 안산시 제7선거구   | 김철진 | 더불어민주당 | 단원구 [고잔동, 초지동]                                                                                               |                                                |
| 안산시 제8선거구   | 서정현 | 국민의힘     | 단원구 [중앙동, 호수동, 대부동]                                                                                       | 24.01.11. 의원직 사직                          |
| 안산시 제8선거구   | 이은미 | 더불어민주당 | 단원구 [중앙동, 호수동, 대부동]                                                                                       | 24.04.10. 재보궐선거 당선                      |
| 안성시 제1선거구   | 양운석 | 더불어민주당 | 안성3동, 공도읍, 미양면, 대덕면, 양성면, 원곡면, 고삼면                                                               |                                                |
| 안성시 제2선거구   | 박명수 | 국민의힘     | 안성1동, 안성2동, 보개면, 금광면, 서운면, 일죽면, 죽산면, 삼죽면                                                      |                                                |
| 안양시 제1선거구   | 김성수 | 더불어민주당 | 만안구 [안양1동, 안양3동, 안양4동, 안양5동, 안양6동, 안양7동, 안양8동, 안양9동]                                       |                                                |
| 안양시 제2선거구   | 김철현 | 국민의힘     | 만안구 [안양2동, 석수1동, 석수2동, 석수3동, 박달1동, 박달2동]                                                         |                                                |
| 안양시 제3선거구   | 문형근 | 더불어민주당 | 동안구 [비산1동, 비산2동, 비산3동, 부흥동]                                                                            |                                                |
| 안양시 제4선거구   | 김재훈 | 국민의힘     | 동안구 [달안동, 관양1동, 관양2동, 부림동]                                                                             |                                                |
| 안양시 제5선거구   | 유영일 | 국민의힘     | 동안구 [평촌동, 평안동, 귀인동, 범계동, 갈산동]                                                                       |                                                |
| 안양시 제6선거구   | 이채명 | 더불어민주당 | 동안구 [호계1동, 호계2동, 호계3동, 신촌동]                                                                            |                                                |
| 양주시 제1선거구   | 이영주 | 국민의힘     | 양주1동, 양주2동, 백석읍, 광적면, 장흥면                                                                              |                                                |
| 양주시 제2선거구   | 김민호 | 국민의힘     | 회천1동, 회천2동, 회천3동, 회천4동, 은현면, 남면                                                                      |                                                |
| 양평군 제1선거구   | 박명숙 | 국민의힘     | 양평읍, 양서면, 옥천면, 서종면                                                                                        |                                                |
| 양평군 제2선거구   | 이혜원 | 국민의힘     | 강상면, 강하면, 단월면, 청운면, 양동면, 지평면, 용문면, 개군면                                                        |                                                |
| 여주시 제1선거구   | 서광범 | 국민의힘     | 여흥동, 가남읍, 점동면, 능서면, 북내면, 강천면                                                                        |                                                |
| 여주시 제2선거구   | 김규창 | 국민의힘     | 중앙동, 오학동, 흥천면, 금사면, 산북면, 대신면                                                                        | 제11대 경기도의회 후반기 부의장                |
| 연천군 선거구      | 윤종영 | 국민의힘     | 연천군 일원 |                                                |
| 오산시 제1선거구   | 김미정 | 더불어민주당 | 중앙동, 신장동, 세마동                                                                                                | 23.06.26. 별세                                 |
| 오산시 제1선거구   | 김영희 | 더불어민주당 | 중앙동, 신장동, 세마동                                                                                                | 24.04.10. 재보궐선거 당선                      |
| 오산시 제2선거구   | 조용호 | 더불어민주당 | 대원동, 남촌동, 초평동                                                                                                |                                                |
| 용인시 제1선거구   | 이영희 | 국민의힘     | 처인구 [역북동, 삼가동, 유림동, 포곡읍, 모현읍]                                                                       |                                                |
| 용인시 제2선거구   | 김영민 | 국민의힘     | 처인구 [중앙동, 동부동, 이동읍, 남사읍, 원삼면, 백암면, 양지면]                                                       |                                                |
| 용인시 제3선거구   | 남종섭 | 더불어민주당 | 기흥구 [신갈동, 영덕1동, 영덕2동, 기흥동, 서농동]                                                                     |                                                |
| 용인시 제4선거구   | 전자영 | 더불어민주당 | 기흥구 [구갈동, 상갈동]                                                                                               |                                                |
| 용인시 제5선거구   | 정하용 | 국민의힘     | 기흥구 [보라동, 동백3동, 상하동]                                                                                      |                                                |
| 용인시 제6선거구   | 지미연 | 국민의힘     | 수지구 [상현1동, 상현3동]                                                                                             |                                                |
| 용인시 제7선거구   | 김선희 | 국민의힘     | 수지구 [풍덕천1동, 풍덕천2동, 죽전2동]                                                                                |                                                |
| 용인시 제8선거구   | 강웅철 | 국민의힘     | 수지구 [신봉동, 동천동, 성복동]                                                                                       |                                                |
| 용인시 제9선거구   | 이성호 | 국민의힘     | 기흥구 [구성동, 마북동, 동백1동, 동백2동]                                                                             |                                                |
| 용인시 제10선거구  | 윤재영 | 국민의힘     | 기흥구 [보정동], 수지구 [죽전1동, 죽전3동, 상현2동]                                                                   |                                                |
| 의왕시 제1선거구   | 김영기 | 국민의힘     | 고천동, 부곡동, 오전동                                                                                                |                                                |
| 의왕시 제2선거구   | 서성란 | 국민의힘     | 내손1동, 내손2동, 청계동                                                                                              |                                                |
| 의정부시 제1선거구 | 김정영 | 국민의힘     | 의정부1동, 의정부3동, 가능동, 흥선동, 녹양동                                                                          |                                                |
| 의정부시 제2선거구 | 이영봉 | 더불어민주당 | 의정부2동, 호원1동, 호원2동                                                                                           |                                                |
| 의정부시 제3선거구 | 최병선 | 국민의힘     | 장암동, 신곡1동, 신곡2동, 자금동                                                                                      |                                                |
| 의정부시 제4선거구 | 오석규 | 더불어민주당 | 송산1동, 송산2동, 송산3동                                                                                             |                                                |
| 이천시 제1선거구   | 김일중 | 국민의힘     | 창전동, 증포동, 중리동, 관고동, 신둔면, 백사면, 마장면                                                                |                                                |
| 이천시 제2선거구   | 허원   | 국민의힘     | 장호원읍, 부발읍, 대월면, 모가면, 설성면, 율면, 호법면                                                                |                                                |
| 파주시 제1선거구   | 고준호 | 국민의힘     | 운정1동, 조리읍, 광탄면                                                                                               |                                                |
| 파주시 제2선거구   | 조성환 | 더불어민주당 | 운정2동, 교하동, 탄현면                                                                                               |                                                |
| 파주시 제3선거구   | 이용욱 | 더불어민주당 | 운정3동 |                                                |
| 파주시 제4선거구   | 이한국 | 국민의힘     | 문산읍, 법원읍, 파평면, 적성면, 장단면                                                                                |                                                |
| 파주시 제5선거구   | 안명규 | 국민의힘     | 금촌1동, 금촌2동, 금촌3동, 파주읍, 월롱면                                                                             |                                                |
| 평택시 제1선거구   | 김상곤 | 국민의힘     | 지산동, 송북동, 신장1동, 신장2동, 진위면, 서탄면                                                                      |                                                |
| 평택시 제2선거구   | 김재균 | 더불어민주당 | 중앙동, 서정동, 송탄동, 통복동, 세교동                                                                                |                                                |
| 평택시 제3선거구   | 서현옥 | 더불어민주당 | 비전1동, 동삭동 |                                                |
| 평택시 제4선거구   | 윤성근 | 국민의힘     | 비전2동, 용이동 |                                                |
| 평택시 제5선거구   | 이학수 | 국민의힘     | 안중읍, 포승읍, 청북읍, 오성면, 현덕면                                                                                |                                                |
| 평택시 제6선거구   | 김근용 | 국민의힘     | 신평동, 원평동, 고덕동, 팽성읍, 고덕면                                                                                |                                                |
| 포천시 제1선거구   | 윤충식 | 국민의힘     | 군내면, 신북면, 창수면, 영중면, 영북면, 관인면, 포천동, 선단동                                                        |                                                |
| 포천시 제2선거구   | 김성남 | 국민의힘     | 소흘읍, 내촌면, 가산면, 일동면, 이동면, 화현면                                                                        |                                                |
| 하남시 제1선거구   | 윤태길 | 국민의힘     | 천현동, 신장1동, 신장2동, 감북동, 감일동, 위례동, 춘궁동, 초이동                                                      |                                                |
| 하남시 제2선거구   | 김성수 | 국민의힘     | 덕풍1동, 덕풍2동, 덕풍3동, 미사3동                                                                                    |                                                |
| 하남시 제3선거구   | 오지훈 | 더불어민주당 | 미사1동, 미사2동 |                                                |
| 화성시 제1선거구   | 이홍근 | 더불어민주당 | 봉담읍 [분천리, 왕림리, 세곡리, 당하리, 마하리, 유리, 덕리, 덕우리, 하가등리, 상기리], 향남읍, 팔탄면, 양감면, 정남면 |                                                |
| 화성시 제2선거구   | 박명원 | 개혁신당     | 새솔동, 우정읍, 남양읍, 매송면, 비봉면, 마도면, 송산면, 서신면, 장안면                                                | [ 20 ]                                         |
| 화성시 제3선거구   | 박세원 | 무소속       | 동탄1동, 동탄2동 | [ 21 ]                                         |
| 화성시 제4선거구   | 신미숙 | 더불어민주당 | 동탄4동, 동탄5동, 동탄6동                                                                                             |                                                |
| 화성시 제5선거구   | 김태형 | 더불어민주당 | 동탄7동, 동탄8동 |                                                |
| 화성시 제6선거구   | 김회철 | 더불어민주당 | 봉담읍 [상리, 내리, 수영리, 동화리, 와우리, 수기리], 기배동, 화산동                                                   |                                                |
| 화성시 제7선거구   | 이은주 | 더불어민주당 | 진안동, 병점1동, 병점2동                                                                                              | 23.12.29. 의원직 사직                          |
| 화성시 제7선거구   | 이진형 | 더불어민주당 | 진안동, 병점1동, 병점2동                                                                                              | 24.04.10. 재보궐선거 당선                      |
| 화성시 제8선거구   | 박진영 | 더불어민주당 | 반월동, 동탄3동 |                                                |
| 경기도 비례대표    | 조희선 | 국민의힘     | 경기도 일원 |                                                |
| 경기도 비례대표    | 이용호 | 국민의힘     | 경기도 일원 |                                                |
| 경기도 비례대표    | 이서영 | 국민의힘     | 경기도 일원 |                                                |
| 경기도 비례대표    | 최승용 | 국민의힘     | 경기도 일원 |                                                |
| 경기도 비례대표    | 이채영 | 국민의힘     | 경기도 일원 |                                                |
| 경기도 비례대표    | 양우식 | 국민의힘     | 경기도 일원 |                                                |
| 경기도 비례대표    | 정경자 | 국민의힘     | 경기도 일원 |                                                |
| 경기도 비례대표    | 김도훈 | 국민의힘     | 경기도 일원 |                                                |
| 경기도 비례대표    | 이자형 | 더불어민주당 | 경기도 일원 |                                                |
| 경기도 비례대표    | 장민수 | 더불어민주당 | 경기도 일원 |                                                |
| 경기도 비례대표    | 최효숙 | 더불어민주당 | 경기도 일원 |                                                |
| 경기도 비례대표    | 김선영 | 더불어민주당 | 경기도 일원 |                                                |
| 경기도 비례대표    | 황세주 | 더불어민주당 | 경기도 일원 |                                                |
| 경기도 비례대표    | 박재용 | 더불어민주당 | 경기도 일원 |                                                |
| 경기도 비례대표    | 김옥순 | 더불어민주당 | 경기도 일원 |                                                |

### 충청북도의회
| 선거구            | 이름   | 소속정당     | 관할구역                                                                                   | 비고                              |
| ----------------- | ------ | ------------ | ------------------------------------------------------------------------------------------ | --------------------------------- |
| 괴산군 선거구     | 이태훈 | 국민의힘     | 괴산군 일원                                                                                |                                   |
| 단양군 선거구     | 오영탁 | 국민의힘     | 단양군 일원                                                                                |                                   |
| 보은군 선거구     | 박경숙 | 더불어민주당 | 보은군 일원                                                                                | [ 22 ]                            |
| 영동군 선거구     | 김국기 | 국민의힘     | 영동군 일원                                                                                |                                   |
| 옥천군 제1선거구  | 유재목 | 국민의힘     | 옥천읍                                                                                     | 제12대 충청북도의회 후반기 부의장 |
| 옥천군 제2선거구  | 박용규 | 국민의힘     | 동이면, 안남면, 안내면, 청성면, 청산면, 이원면, 군서면, 군북면                             |                                   |
| 음성군 제1선거구  | 이상정 | 더불어민주당 | 음성읍, 소이면, 원남면, 맹동면                                                             |                                   |
| 음성군 제2선거구  | 노금식 | 국민의힘     | 금왕읍, 대소면, 삼성면, 생극면, 감곡면                                                     |                                   |
| 제천시 제1선거구  | 김꽃임 | 국민의힘     | 의림지동, 중앙동, 영서동, 용두동, 청전동, 봉양읍, 백운면, 송학면                           |                                   |
| 제천시 제2선거구  | 김호경 | 국민의힘     | 교동, 남현동, 신백동, 화산동, 금성면, 청풍면, 수산면, 덕산면, 한수면                       |                                   |
| 증평군 선거구     | 박병천 | 더불어민주당 | 증평군 일원                                                                                |                                   |
| 진천군 제1선거구  | 임영은 | 더불어민주당 | 진천읍, 문백면, 백곡면                                                                     | 제12대 충청북도의회 전반기 부의장 |
| 진천군 제2선거구  | 이양섭 | 국민의힘     | 덕산읍, 초평면, 이월면, 광혜원면                                                           | 제12대 충청북도의회 후반기 의장   |
| 청주시 제1선거구  | 이동우 | 국민의힘     | 상당구 [용암2동, 낭성면, 미원면, 가덕면, 남일면, 문의면]                                   |                                   |
| 청주시 제2선거구  | 최정훈 | 국민의힘     | 상당구 [중앙동, 성안동, 탑·대성동, 금천동, 용담·명암·산성동]                               |                                   |
| 청주시 제3선거구  | 김정일 | 국민의힘     | 상당구 [영운동, 용암1동]                                                                   |                                   |
| 청주시 제4선거구  | 박지헌 | 국민의힘     | 서원구 [산남동, 분평동, 남이면, 현도면]                                                    |                                   |
| 청주시 제5선거구  | 이옥규 | 국민의힘     | 서원구 [사직1동, 사직2동, 모충동, 수곡1동, 수곡2동]                                        |                                   |
| 청주시 제6선거구  | 박재주 | 국민의힘     | 서원구 [사창동, 성화·개신·죽림동]                                                          |                                   |
| 청주시 제7선거구  | 임병운 | 국민의힘     | 흥덕구 [강서1동, 오송읍, 강내면]                                                           |                                   |
| 청주시 제8선거구  | 김성대 | 국민의힘     | 흥덕구 [운천신봉동, 봉명2송정동, 강서2동, 옥산면]                                          |                                   |
| 청주시 제9선거구  | 이욱희 | 국민의힘     | 흥덕구 [복대1동, 봉명1동]                                                                  | 23.12.29. 의원직 사직             |
| 청주시 제9선거구  | 이상식 | 더불어민주당 | 흥덕구 [복대1동, 봉명1동]                                                                  | 24.04.10. 재보궐선거 당선         |
| 청주시 제10선거구 | 박봉순 | 국민의힘     | 흥덕구 [복대2동, 가경동]                                                                   |                                   |
| 청주시 제11선거구 | 변종오 | 더불어민주당 | 청원구 [오근장동, 내수읍, 북이면]                                                          |                                   |
| 청주시 제12선거구 | 이의영 | 더불어민주당 | 청원구 [오창읍]                                                                            | 제12대 충청북도의회 후반기 부의장 |
| 청주시 제13선거구 | 황영호 | 국민의힘     | 청원구 [우암동, 내덕1동, 내덕2동]                                                          | 제12대 충청북도의회 전반기 의장   |
| 청주시 제14선거구 | 김현문 | 국민의힘     | 청원구 [율량사천동]                                                                        |                                   |
| 충주시 제1선거구  | 조성태 | 국민의힘     | 주덕읍, 대소원면, 신니면, 노은면, 앙성면, 중앙탑면, 살미면, 수안보면                       |                                   |
| 충주시 제2선거구  | 이정범 | 국민의힘     | 용산동, 지현동, 호암직동, 달천동                                                           |                                   |
| 충주시 제3선거구  | 이종갑 | 국민의힘     | 교현안림동, 연수동, 교현2동                                                                | 제12대 충청북도의회 전반기 부의장 |
| 충주시 제4선거구  | 김종필 | 국민의힘     | 성내충인동, 칠금금릉동, 목행용탄동, 문화동, 봉방동, 금가면, 동량면, 산척면, 엄정면, 소태면 |                                   |
| 충청북도 비례대표 | 안지윤 | 국민의힘     | 충청북도 일원                                                                              |                                   |
| 충청북도 비례대표 | 유상용 | 국민의힘     | 충청북도 일원                                                                              |                                   |
| 충청북도 비례대표 | 박진희 | 더불어민주당 | 충청북도 일원                                                                              |                                   |
| 충청북도 비례대표 | 안치영 | 더불어민주당 | 충청북도 일원                                                                              |                                   |

### 충청남도의회
| 선거구            | 이름   | 소속정당     | 관할구역 | 비고                                                              |
| ----------------- | ------ | ------------ | --- | ----------------------------------------------------------------- |
| 계룡시 선거구     | 이재운 | 국민의힘     | 계룡시 일원                                                                                                  |                                                                   |
| 공주시 제1선거구  | 고광철 | 국민의힘     | 신관동, 월송동, 유구읍, 의당면, 정안면, 우성면, 사곡면, 신풍면                                               |                                                                   |
| 공주시 제2선거구  | 박기영 | 국민의힘     | 중학동, 웅진동, 금학동, 옥룡동, 이인면, 탄천면, 계룡면, 반포면                                               |                                                                   |
| 금산군 제1선거구  | 김석곤 | 국민의힘     | 금산읍, 부리면, 남일면, 남이면                                                                               |                                                                   |
| 금산군 제2선거구  | 김복만 | 국민의힘     | 금성면, 제원면, 군북면, 진산면, 복수면, 추부면                                                               | 제12대 충청남도의회 전반기 부의장                                 |
| 논산시 제1선거구  | 윤기형 | 국민의힘     | 강경읍, 연무읍, 연산면, 벌곡면, 양촌면, 가야곡면, 은진면, 채운면                                             |                                                                   |
| 논산시 제2선거구  | 오인환 | 더불어민주당 | 취암동, 부창동, 성동면, 광석면, 노성면, 상월면, 부적면                                                       |                                                                   |
| 당진시 제1선거구  | 이철수 | 국민의힘     | 당진2동, 합덕읍, 대호지면, 정미면, 면천면, 순성면, 우강면                                                    |                                                                   |
| 당진시 제2선거구  | 이완식 | 국민의힘     | 송악읍, 신평면, 송산면                                                                                       | 24.11.05. 공직선거법 위반, 당선무효                               |
| 당진시 제2선거구  | 이해선 | 국민의힘     | 송악읍, 신평면, 송산면                                                                                       | 25.04.02. 재보궐선거 당선                                         |
| 당진시 제3선거구  | 최창용 | 국민의힘     | 당진1동, 당진3동, 고대면, 석문면                                                                             | 23.08.31. 공직선거법 위반, 피선거권 상실                          |
| 당진시 제3선거구  | 홍기후 | 더불어민주당 | 당진1동, 당진3동, 고대면, 석문면                                                                             | 24.04.10. 재보궐선거 당선                                         |
| 보령시 제1선거구  | 최광희 | 무소속       | 대천3동, 대천4동, 대천5동, 웅천읍, 남포면, 주산면, 미산면, 성주면                                            | [ 23 ]                                                            |
| 보령시 제2선거구  | 편삼범 | 국민의힘     | 대천1동, 대천2동, 주포면, 주교면, 오천면, 천북면, 청소면, 청라면                                             |                                                                   |
| 부여군 제1선거구  | 김기서 | 더불어민주당 | 부여읍, 규암면                                                                                               |                                                                   |
| 부여군 제2선거구  | 조길연 | 국민의힘     | 은산면, 외산면, 내산면, 구룡면, 홍산면, 옥산면, 남면, 충화면, 양화면, 임천면, 장암면, 세도면, 석성면, 초촌면 | 제12대 충청남도의회 전반기 의장                                   |
| 서산시 제1선거구  | 김옥수 | 국민의힘     | 대산읍, 인지면, 부석면, 팔봉면, 지곡면                                                                       |                                                                   |
| 서산시 제2선거구  | 이용국 | 국민의힘     | 부춘동, 석남동, 성연면                                                                                       |                                                                   |
| 서산시 제3선거구  | 이연희 | 국민의힘     | 동문1동, 동문2동, 수석동, 음암면, 운산면, 해미면, 고북면                                                     |                                                                   |
| 서천군 제1선거구  | 전익현 | 더불어민주당 | 장항읍, 마서면, 화양면, 기산면, 한산면, 마산면                                                               |                                                                   |
| 서천군 제2선거구  | 신영호 | 국민의힘     | 서천읍, 시초면, 문산면, 판교면, 종천면, 비인면, 서면                                                         |                                                                   |
| 아산시 제1선거구  | 오안영 | 더불어민주당 | 온양4동, 선장면, 도고면, 신창면                                                                              | [ 24 ]                                                            |
| 아산시 제2선거구  | 김응규 | 국민의힘     | 온양1동, 온양2동, 온양3동                                                                                    |                                                                   |
| 아산시 제3선거구  | 박정식 | 국민의힘     | 온양5동, 온양6동                                                                                             |                                                                   |
| 아산시 제4선거구  | 조철기 | 더불어민주당 | 배방읍 [세교리, 장재리, 휴대리], 염치읍, 탕정면                                                              |                                                                   |
| 아산시 제5선거구  | 안장헌 | 더불어민주당 | 배방읍 [갈매리, 공수리, 구령리, 북수리, 세출리, 수철리, 신흥리, 중리, 회룡리], 송악면                        |                                                                   |
| 아산시 제6선거구  | 지민규 | 무소속       | 음봉면, 둔포면, 영인면, 인주면                                                                               | [ 25 ]                                                            |
| 예산군 제1선거구  | 방한일 | 국민의힘     | 예산읍, 대술면, 신양면, 광시면                                                                               |                                                                   |
| 예산군 제2선거구  | 주진하 | 국민의힘     | 삽교읍, 대흥면, 응봉면, 덕산면, 봉산면, 고덕면, 신암면, 오가면                                               |                                                                   |
| 천안시 제1선거구  | 홍성현 | 국민의힘     | 동남구 [원성1동, 원성2동, 목천읍, 북면, 성남면, 수신면, 병천면, 동면]                                        | 제12대 충청남도의회 전반기 부의장 제12대 충청남도의회 후반기 의장 |
| 천안시 제2선거구  | 신한철 | 국민의힘     | 동남구 [중앙동, 일봉동, 신안동]                                                                              |                                                                   |
| 천안시 제3선거구  | 안종혁 | 국민의힘     | 동남구 [문성동, 봉명동], 서북구 [성정1동, 성정2동]                                                           |                                                                   |
| 천안시 제4선거구  | 구형서 | 더불어민주당 | 서북구 [불당1동, 불당2동]                                                                                    |                                                                   |
| 천안시 제5선거구  | 유성재 | 국민의힘     | 서북구 [성환읍, 직산읍, 입장면]                                                                              |                                                                   |
| 천안시 제6선거구  | 김도훈 | 국민의힘     | 서북구 [부성1동, 성거읍]                                                                                     |                                                                   |
| 천안시 제7선거구  | 오인철 | 더불어민주당 | 서북구 [부성2동]                                                                                             | 제12대 충청남도의회 후반기 부의장                                 |
| 천안시 제8선거구  | 정병인 | 더불어민주당 | 서북구 [백석동]                                                                                              |                                                                   |
| 천안시 제9선거구  | 박정수 | 국민의힘     | 동남구 [신방동, 풍세면, 광덕면]                                                                              |                                                                   |
| 천안시 제10선거구 | 김선태 | 더불어민주당 | 동남구 [청룡동]                                                                                              |                                                                   |
| 천안시 제11선거구 | 양경모 | 국민의힘     | 서북구 [쌍용1동, 쌍용2동, 쌍용3동]                                                                           |                                                                   |
| 청양군 선거구     | 김명숙 | 더불어민주당 | 청양군 일원                                                                                                  | 24.02.29. 공직선거법 위반, 당선무효                               |
| 청양군 선거구     | 이정우 | 더불어민주당 | 청양군 일원                                                                                                  | 24.04.10. 재보궐선거 당선                                         |
| 태안군 제1선거구  | 윤희신 | 국민의힘     | 태안읍, 원북면, 이원면                                                                                       |                                                                   |
| 태안군 제2선거구  | 정광섭 | 국민의힘     | 안면읍, 소원면, 고남면, 남면, 근흥면                                                                         | 제12대 충청남도의회 후반기 부의장                                 |
| 홍성군 제1선거구  | 이상근 | 국민의힘     | 홍성읍, 홍북읍                                                                                               |                                                                   |
| 홍성군 제2선거구  | 이종화 | 국민의힘     | 광천읍, 금마면, 홍동면, 장곡면, 은하면, 결성면, 서부면, 갈산면, 구항면                                       |                                                                   |
| 충청남도 비례대표 | 박미옥 | 국민의힘     | 충청남도 일원                                                                                                |                                                                   |
| 충청남도 비례대표 | 신순옥 | 국민의힘     | 충청남도 일원                                                                                                |                                                                   |
| 충청남도 비례대표 | 이현숙 | 국민의힘     | 충청남도 일원                                                                                                |                                                                   |
| 충청남도 비례대표 | 이지윤 | 더불어민주당 | 충청남도 일원                                                                                                |                                                                   |
| 충청남도 비례대표 | 김민수 | 더불어민주당 | 충청남도 일원                                                                                                |                                                                   |

### 전북특별자치도의회
| 선거구            | 이름     | 소속정당     | 관할구역 | 비고                                                 |
| ----------------- | -------- | ------------ | --- | ---------------------------------------------------- |
| 고창군 제1선거구  | 김성수   | 더불어민주당 | 고창읍, 고수면, 신림면                                                                                       |                                                      |
| 고창군 제2선거구  | 김만기   | 더불어민주당 | 아산면, 무장면, 공음면, 상하면, 해리면, 성송면, 대산면, 심원면, 흥덕면, 성내면, 부안면                       | 제12대 전라북도의회 전반기 부의장                    |
| 군산시 제1선거구  | 강태창   | 더불어민주당 | 해신동, 신풍동, 삼학동, 소룡동, 미성동, 옥구읍, 옥산면, 회현면, 옥도면, 옥서면                               |                                                      |
| 군산시 제2선거구  | 김동구   | 더불어민주당 | 중앙동, 조촌동, 경암동, 구암동, 개정동, 임피면, 서수면, 대야면, 개정면, 성산면, 나포면                       |                                                      |
| 군산시 제3선거구  | 박정희   | 더불어민주당 | 월명동, 흥남동, 수송동                                                                                       |                                                      |
| 군산시 제4선거구  | 문승우   | 더불어민주당 | 나운1동, 나운2동, 나운3동                                                                                    | 제12대 전북특별자치도의회 후반기 의장                |
| 김제시 제1선거구  | 나인권   | 더불어민주당 | 요촌동, 교월동, 만경읍, 죽산면, 백산면, 부량면, 공덕면, 청하면, 성덕면, 진봉면, 광활면                       |                                                      |
| 김제시 제2선거구  | 황영석   | 더불어민주당 | 신풍동, 검산동, 용지면, 백구면, 금구면, 봉남면, 황산면, 금산면                                               |                                                      |
| 남원시 제1선거구  | 이정린   | 더불어민주당 | 향교동, 도통동, 운봉읍, 주천면, 산동면, 이백면, 인월면, 아영면, 산내면                                       | 제12대 전라북도의회 전반기 부의장                    |
| 남원시 제2선거구  | 양해석   | 더불어민주당 | 동충동, 죽항동, 노암동, 금동, 왕정동, 수지면, 송동면, 주생면, 금지면, 대강면, 대산면, 사매면, 덕과면, 보절면 | 23.07.10. 공직선거법 위반, 정치자금법 위반, 당선무효 |
| 남원시 제2선거구  | 임종명   | 더불어민주당 | 동충동, 죽항동, 노암동, 금동, 왕정동, 수지면, 송동면, 주생면, 금지면, 대강면, 대산면, 사매면, 덕과면, 보절면 | 24.03.22. 재보궐선거 당선                            |
| 무주군 선거구     | 윤정훈   | 더불어민주당 | 무주군 일원                                                                                                  |                                                      |
| 부안군 선거구     | 김정기   | 더불어민주당 | 부안군 일원                                                                                                  |                                                      |
| 순창군 선거구     | 오은미   | 진보당       | 순창군 일원                                                                                                  |                                                      |
| 완주군 제1선거구  | 윤수봉   | 더불어민주당 | 삼례읍, 상관면, 이서면, 소양면, 구이면                                                                       |                                                      |
| 완주군 제2선거구  | 권요안   | 더불어민주당 | 봉동읍, 용진읍, 고산면, 비봉면, 운주면, 화산면, 동상면, 경천면                                               |                                                      |
| 익산시 제1선거구  | 김대중   | 더불어민주당 | 오산면, 중앙동, 평화동, 인화동, 마동, 모현동, 송학동                                                         |                                                      |
| 익산시 제2선거구  | 김정수   | 더불어민주당 | 남중동, 신동, 함열읍, 오산면, 황등면, 함라면, 웅포면, 성당면, 용안면, 망성면, 용동면                         |                                                      |
| 익산시 제3선거구  | 윤영숙   | 더불어민주당 | 영등2동, 어양동, 삼성동, 삼기면                                                                              |                                                      |
| 익산시 제4선거구  | 한정수   | 더불어민주당 | 동산동, 영등1동, 팔봉동, 낭산면, 여산면, 금마면, 왕궁면, 춘포면                                              |                                                      |
| 임실군 선거구     | 박정규   | 더불어민주당 | 임실군 일원                                                                                                  |                                                      |
| 장수군 선거구     | 박용근   | 무소속       | 장수군 일원                                                                                                  | [ 26 ]                                               |
| 전주시 제1선거구  | 이병도   | 더불어민주당 | 완산구 [중앙동, 풍남동, 노송동], 덕진구 [인후3동]                                                            |                                                      |
| 전주시 제2선거구  | 진형석   | 더불어민주당 | 완산구 [완산동, 중화산1동, 중화산2동]                                                                        |                                                      |
| 전주시 제3선거구  | 송승용   | 더불어민주당 | 완산구 [동서학동, 서서학동, 평화1동, 평화2동]                                                                | 23.11.01. 의원직 사직                                |
| 전주시 제3선거구  | 정종복   | 더불어민주당 | 완산구 [동서학동, 서서학동, 평화1동, 평화2동]                                                                | 24.04.10. 재보궐선거 당선                            |
| 전주시 제4선거구  | 김이재   | 더불어민주당 | 완산구 [서신동]                                                                                              |                                                      |
| 전주시 제5선거구  | 최형열   | 더불어민주당 | 완산구 [삼천1동, 삼천2동, 삼천3동, 효자1동]                                                                  |                                                      |
| 전주시 제6선거구  | 김희수   | 더불어민주당 | 완산구 [효자2동, 효자3동, 효자4동]                                                                           | 제12대 전북특별자치도의회 후반기 부의장              |
| 전주시 제7선거구  | 이병철   | 더불어민주당 | 완산구 [효자5동]                                                                                             |                                                      |
| 전주시 제8선거구  | 강동화   | 더불어민주당 | 덕진구 [진북동, 인후1동, 인후2동, 금암1동, 금암2동]                                                          |                                                      |
| 전주시 제9선거구  | 서난이   | 더불어민주당 | 덕진구 [덕진동, 팔복동, 송천2동]                                                                             |                                                      |
| 전주시 제10선거구 | 이명연   | 더불어민주당 | 덕진구 [우아1동, 우아2동, 호성동]                                                                            | 제12대 전북특별자치도의회 후반기 부의장              |
| 전주시 제11선거구 | 김명지   | 더불어민주당 | 덕진구 [송천1동]                                                                                             |                                                      |
| 전주시 제12선거구 | 국주영은 | 더불어민주당 | 덕진구 [조촌동, 여의동, 혁신동]                                                                              | 제12대 전라북도의회 전반기 의장                      |
| 정읍시 제1선거구  | 임승식   | 더불어민주당 | 연지동, 농소동, 신태인읍, 북면, 입암면, 소성면, 고부면, 영원면, 덕천면, 이평면, 정우면, 감곡면               |                                                      |
| 정읍시 제2선거구  | 염영선   | 더불어민주당 | 수성동, 장명동, 내장상동, 시기동, 초산동, 상교동, 태인면, 옹동면, 칠보면, 산내면, 산외면                     |                                                      |
| 진안군 선거구     | 전용태   | 더불어민주당 | 진안군 일원                                                                                                  |                                                      |
| 전라북도 비례대표 | 김슬지   | 더불어민주당 | 전라북도 일원                                                                                                |                                                      |
| 전라북도 비례대표 | 장연국   | 더불어민주당 | 전라북도 일원                                                                                                |                                                      |
| 전라북도 비례대표 | 이수진   | 국민의힘     | 전라북도 일원                                                                                                |                                                      |
| 전라북도 비례대표 | 오현숙   | 정의당       | 전라북도 일원                                                                                                |                                                      |

### 전라남도의회
| 선거구            | 이름   | 소속정당     | 관할구역 | 비고                                                              |
| ----------------- | ------ | ------------ | --- | ----------------------------------------------------------------- |
| 강진군 선거구     | 차영수 | 더불어민주당 | 강진군 일원 |                                                                   |
| 고흥군 제1선거구  | 송형곤 | 더불어민주당 | 고흥읍, 점암면, 과역면, 남양면, 동강면, 대서면, 두원면, 영남면 |                                                                   |
| 고흥군 제2선거구  | 박선준 | 더불어민주당 | 도양읍, 풍양면, 도덕면, 금산면, 도화면, 포두면, 봉래면, 동일면 |                                                                   |
| 곡성군 선거구     | 진호건 | 더불어민주당 | 곡성군 일원 |                                                                   |
| 광양시 제1선거구  | 임형석 | 더불어민주당 | 광양읍 |                                                                   |
| 광양시 제2선거구  | 강정일 | 더불어민주당 | 광영동, 봉강면, 옥룡면, 옥곡면, 진상면, 진월면, 다압면 |                                                                   |
| 광양시 제3선거구  | 김태균 | 더불어민주당 | 중마동 [중동] | 제12대 전라남도의회 전반기 부의장 제12대 전라남도의회 후반기 의장 |
| 광양시 제4선거구  | 박경미 | 더불어민주당 | 중마동 [마동], 골약동, 태인동, 금호동 |                                                                   |
| 구례군 선거구     | 이현창 | 더불어민주당 | 구례군 일원 |                                                                   |
| 나주시 제1선거구  | 김호진 | 더불어민주당 | 송월동, 금남동, 성북동, 남평읍, 노안면, 금천면, 산포면, 다도면 | 24.11.03. 별세 (보궐선거 미실시)                                  |
| 나주시 제2선거구  | 최명수 | 더불어민주당 | 영강동, 영산동, 이창동, 다시면, 세지면, 왕곡면, 반남면, 공산면, 동강면, 봉황면, 문평면 |                                                                   |
| 나주시 제3선거구  | 이재태 | 더불어민주당 | 빛가람동 |                                                                   |
| 담양군 제1선거구  | 박종원 | 더불어민주당 | 담양읍, 무정면, 금성면, 용면, 월산면 |                                                                   |
| 담양군 제2선거구  | 이규현 | 더불어민주당 | 봉산면, 고서면, 가사문학면, 창평면, 대덕면, 수북면, 대전면 |                                                                   |
| 목포시 제1선거구  | 최선국 | 더불어민주당 | 용당1동, 용당2동, 연동, 삼학동, 이로동, 하당동 |                                                                   |
| 목포시 제2선거구  | 조옥현 | 더불어민주당 | 산정동, 대성동, 목원동, 동명동, 만호동, 유달동, 죽교동, 북항동 |                                                                   |
| 목포시 제3선거구  | 박문옥 | 더불어민주당 | 연산동, 원산동, 용해동 |                                                                   |
| 목포시 제4선거구  | 최정훈 | 더불어민주당 | 상동, 삼향동, 옥암동 |                                                                   |
| 목포시 제5선거구  | 전경선 | 더불어민주당 | 신흥동, 부흥동, 부주동 | 제12대 전라남도의회 전반기 부의장                                 |
| 무안군 제1선거구  | 정길수 | 더불어민주당 | 무안읍, 일로읍, 몽탄면, 현경면, 망운면, 해제면, 운남면 |                                                                   |
| 무안군 제2선거구  | 나광국 | 더불어민주당 | 삼향읍, 청계면 |                                                                   |
| 보성군 제1선거구  | 김재철 | 더불어민주당 | 보성읍, 노동면, 미력면, 득량면, 회천면, 웅치면 |                                                                   |
| 보성군 제2선거구  | 이동현 | 더불어민주당 | 벌교읍, 겸백면, 율어면, 복내면, 문덕면, 조성면 |                                                                   |
| 순천시 제1선거구  | 정영균 | 더불어민주당 | 승주읍, 서면, 황전면, 월등면, 주암면, 송광면 |                                                                   |
| 순천시 제2선거구  | 한춘옥 | 더불어민주당 | 풍덕동, 남제동, 장천동, 도사동, 외서면, 낙안면, 별량면, 상사면 |                                                                   |
| 순천시 제3선거구  | 김정희 | 더불어민주당 | 향동, 매곡동, 삼산동, 저전동, 중앙동 |                                                                   |
| 순천시 제4선거구  | 서동욱 | 더불어민주당 | 조곡동, 덕연동 | 제12대 전라남도의회 전반기 의장                                   |
| 순천시 제5선거구  | 김진남 | 더불어민주당 | 왕조1동 |                                                                   |
| 순천시 제6선거구  | 신민호 | 더불어민주당 | 왕조2동 |                                                                   |
| 순천시 제7선거구  | 한숙경 | 더불어민주당 | 해룡면 [신대리] |                                                                   |
| 순천시 제8선거구  | 김정이 | 더불어민주당 | 해룡면 [대안리, 남가리, 월전리, 성산리, 선월리, 신성리, 호두리, 용전리, 도롱리, 중흥리, 해창리, 선학리, 농주리, 상내리, 하사리, 복성리, 상삼리]                                                                       |                                                                   |
| 신안군 제1선거구  | 김문수 | 더불어민주당 | 지도읍, 압해읍, 증도면, 임자면, 자은면, 암태면 |                                                                   |
| 신안군 제2선거구  | 최미숙 | 더불어민주당 | 비금면, 도초면, 흑산면, 하의면, 신의면, 장산면, 안좌면, 팔금면 |                                                                   |
| 여수시 제1선거구  | 이광일 | 더불어민주당 | 대교동, 국동, 월호동, 돌산읍, 남면, 삼산면 | 제12대 전라남도의회 후반기 부의장                                 |
| 여수시 제2선거구  | 서대현 | 더불어민주당 | 동문동, 한려동, 중앙동, 충무동, 서강동, 미평동, 만덕동, 삼일동, 묘도동 |                                                                   |
| 여수시 제3선거구  | 강문성 | 더불어민주당 | 광림동, 여서동, 문수동 |                                                                   |
| 여수시 제4선거구  | 최무경 | 더불어민주당 | 여천동, 소라면, 율촌면 |                                                                   |
| 여수시 제5선거구  | 최병용 | 더불어민주당 | 쌍봉동, 주삼동, 화양면 |                                                                   |
| 여수시 제6선거구  | 주종섭 | 더불어민주당 | 둔덕동, 시전동, 화정면 |                                                                   |
| 영광군 제1선거구  | 박원종 | 더불어민주당 | 영광읍, 대마면, 묘량면, 불갑면, 군서면, 군남면 |                                                                   |
| 영광군 제2선거구  | 오미화 | 진보당       | 백수읍, 홍농읍, 염산면, 법성면, 낙월면 |                                                                   |
| 영암군 제1선거구  | 신승철 | 더불어민주당 | 영암읍, 덕진면, 금정면, 신북면, 시종면, 도포면 |                                                                   |
| 영암군 제2선거구  | 손남일 | 더불어민주당 | 삼호읍, 군서면, 서호면, 학산면, 미암면 |                                                                   |
| 완도군 제1선거구  | 이철   | 더불어민주당 | 완도읍, 노화읍, 소안면, 보길면 | 제12대 전라남도의회 후반기 부의장                                 |
| 완도군 제2선거구  | 신의준 | 더불어민주당 | 금일읍, 군외면, 신지면, 고금면, 약산면, 청산면, 금당면, 생일면 |                                                                   |
| 장성군 제1선거구  | 정철   | 더불어민주당 | 장성읍, 서삼면, 북일면, 북이면, 북하면 |                                                                   |
| 장성군 제2선거구  | 김회식 | 더불어민주당 | 진원면, 남면, 동화면, 삼서면, 삼계면, 황룡면 |                                                                   |
| 장흥군 제1선거구  | 박형대 | 진보당       | 장흥읍 [기양리, 예양리, 건산리, 상리, 축내리, 관덕리, 원도리, 행원리, 연산리, 성불리, 사안리, 영전리, 송암리, 충열리, 교촌리, 동동리, 남동리, 향양리, 삼산리, 금산리, 해당리, 우산리], 장동면, 장평면, 유치면, 부산면 |                                                                   |
| 장흥군 제2선거구  | 윤명희 | 더불어민주당 | 장흥읍 [평화리, 평장리, 덕제리, 순지리, 남외리], 관산읍, 대덕읍, 용산면, 안양면, 회진면 |                                                                   |
| 진도군 선거구     | 김인정 | 더불어민주당 | 진도군 일원 |                                                                   |
| 함평군 선거구     | 모정환 | 더불어민주당 | 함평군 일원 |                                                                   |
| 해남군 제1선거구  | 김성일 | 더불어민주당 | 해남읍, 마산면, 황산면, 산이면, 문내면, 화원면 |                                                                   |
| 해남군 제2선거구  | 박성재 | 더불어민주당 | 삼산면, 화산면, 현산면, 송지면, 북평면, 북일면, 옥천면, 계곡면 | [ 27 ]                                                            |
| 화순군 제1선거구  | 임지락 | 더불어민주당 | 화순읍 |                                                                   |
| 화순군 제2선거구  | 류기준 | 더불어민주당 | 한천면, 춘양면, 청풍면, 이양면, 능주면, 도곡면, 도암면, 이서면, 백아면, 동복면, 사평면, 동면 |                                                                   |
| 전라남도 비례대표 | 박현숙 | 더불어민주당 | 전라남도 일원 |                                                                   |
| 전라남도 비례대표 | 최동익 | 더불어민주당 | 전라남도 일원 |                                                                   |
| 전라남도 비례대표 | 장은영 | 더불어민주당 | 전라남도 일원 | 24.09.25. 의원직 사직                                             |
| 전라남도 비례대표 | 김주웅 | 더불어민주당 | 전라남도 일원 |                                                                   |
| 전라남도 비례대표 | 김화신 | 더불어민주당 | 전라남도 일원 | 24.10.08. 의원직 승계                                             |
| 전라남도 비례대표 | 전서현 | 국민의힘     | 전라남도 일원 |                                                                   |
| 전라남도 비례대표 | 김미경 | 정의당       | 전라남도 일원 |                                                                   |

### 경상북도의회
| 선거구            | 이름   | 소속정당     | 관할구역                                                                                               | 비고                                                 |
| ----------------- | ------ | ------------ | --- | ---------------------------------------------------- |
| 경산시 제1선거구  | 차주식 | 무소속       | 서부1동, 남부동, 남천면, 남산면                                                                        | [ 28 ]                                               |
| 경산시 제2선거구  | 배한철 | 국민의힘     | 하양읍, 진량읍, 와촌면                                                                                 | 제12대 경상북도의회 전반기 의장                      |
| 경산시 제3선거구  | 박채아 | 국민의힘     | 동부동, 압량읍, 자인면, 용성면                                                                         |                                                      |
| 경산시 제4선거구  | 이철식 | 국민의힘     | 중방동, 중앙동, 서부2동, 북부동                                                                        |                                                      |
| 경주시 제1선거구  | 배진석 | 국민의힘     | 현곡면, 성건동, 황성동                                                                                 | 제12대 경상북도의회 후반기 부의장                    |
| 경주시 제2선거구  | 최덕규 | 국민의힘     | 동천동, 보덕동, 감포읍, 외동읍, 문무대왕면, 양남면                                                     |                                                      |
| 경주시 제3선거구  | 최병준 | 국민의힘     | 용강동, 안강읍, 강동면, 천북면                                                                         | 제12대 경상북도의회 후반기 부의장                    |
| 경주시 제4선거구  | 박승직 | 국민의힘     | 중부동, 황오동, 황남동, 선도동, 월성동, 불국동, 건천읍, 내남면, 산내면, 서면                           |                                                      |
| 고령군 선거구     | 노성환 | 국민의힘     | 고령군 일원                                                                                            |                                                      |
| 구미시 제1선거구  | 김용현 | 국민의힘     | 송정동, 원평동, 형곡1동, 형곡2동                                                                       |                                                      |
| 구미시 제2선거구  | 황두영 | 국민의힘     | 선주원남동, 도량동                                                                                     |                                                      |
| 구미시 제3선거구  | 허복   | 국민의힘     | 지산동, 신평1동, 신평2동, 비산동, 광평동, 공단동                                                       |                                                      |
| 구미시 제4선거구  | 김상조 | 국민의힘     | 상모사곡동, 임오동                                                                                     | 22.08.10. 별세                                       |
| 구미시 제4선거구  | 김일수 | 국민의힘     | 상모사곡동, 임오동                                                                                     | 23.04.05. 재보궐선거 당선                            |
| 구미시 제5선거구  | 정근수 | 국민의힘     | 선산읍, 고아읍, 무을면, 옥성면, 도개면                                                                 |                                                      |
| 구미시 제6선거구  | 윤종호 | 국민의힘     | 산동읍, 해평면, 장천면                                                                                 |                                                      |
| 구미시 제7선거구  | 김창혁 | 국민의힘     | 인동동, 진미동                                                                                         |                                                      |
| 구미시 제8선거구  | 백순창 | 국민의힘     | 양포동                                                                                                 |                                                      |
| 김천시 제1선거구  | 최병근 | 국민의힘     | 대곡동, 봉산면, 대항면, 구성면, 지례면, 부항면, 대덕면, 증산면                                         |                                                      |
| 김천시 제2선거구  | 이우청 | 국민의힘     | 자산동, 평화남산동, 양금동, 지좌동, 대신동, 감천면, 조마면                                             |                                                      |
| 김천시 제3선거구  | 조용진 | 국민의힘     | 율곡동, 아포읍, 남면, 농소면, 개령면, 감문면, 어모면                                                   |                                                      |
| 문경시 제1선거구  | 박영서 | 국민의힘     | 점촌2동, 점촌4동, 점촌5동, 문경읍, 가은읍, 마성면, 농암면                                              | 제12대 경상북도의회 전반기 부의장                    |
| 문경시 제2선거구  | 김창기 | 국민의힘     | 점촌1동, 점촌3동, 영순면, 산양면, 호계면, 산북면, 동로면                                               |                                                      |
| 봉화군 선거구     | 박창욱 | 국민의힘     | 봉화군 일원                                                                                            |                                                      |
| 상주시 제1선거구  | 남영숙 | 국민의힘     | 북문동, 계림동, 동문동, 함창읍, 중동면, 사벌국면, 낙동면, 외서면, 은척면, 공검면, 이안면               |                                                      |
| 상주시 제2선거구  | 김홍구 | 국민의힘     | 남원동, 동성동, 신흥동, 청리면, 공성면, 외남면, 내서면, 모동면, 모서면, 화동면, 화서면, 화북면, 화남면 |                                                      |
| 성주군 선거구     | 강만수 | 국민의힘     | 성주군 일원                                                                                            | 24.04.12. 공직선거법 위반, 당선무효                  |
| 성주군 선거구     | 정영길 | 국민의힘     | 성주군 일원                                                                                            | 25.04.02. 재보궐선거 당선                            |
| 안동시 제1선거구  | 김대진 | 국민의힘     | 옥동, 송하동, 풍산읍, 북후면, 서후면, 풍천면, 일직면, 남후면                                           |                                                      |
| 안동시 제2선거구  | 권광택 | 국민의힘     | 용상동, 강남동, 와룡면, 남선면, 임하면, 길안면, 임동면, 예안면, 도산면, 녹전면                         |                                                      |
| 안동시 제3선거구  | 김대일 | 국민의힘     | 태화동, 평화동, 중구동, 명륜동, 서구동, 안기동                                                         |                                                      |
| 영덕군 선거구     | 황재철 | 국민의힘     | 영덕군 일원                                                                                            | [ 30 ]                                               |
| 영양군 선거구     | 박홍열 | 무소속       | 영양군 일원                                                                                            | 23.08.14. 의원직 사직                                |
| 영양군 선거구     | 윤철남 | 국민의힘     | 영양군 일원                                                                                            | 24.04.10. 재보궐선거 당선                            |
| 영주시 제1선거구  | 임병하 | 국민의힘     | 상망동, 하망동, 영주1동, 영주2동, 가흥1동, 가흥2동, 순흥면, 단산면, 부석면                             |                                                      |
| 영주시 제2선거구  | 박성만 | 국민의힘     | 휴천1동, 휴천2동, 휴천3동, 풍기읍, 이산면, 평은면, 문수면, 장수면, 안정면, 봉현면                      | 제12대 경상북도의회 후반기 의장                      |
| 영천시 제1선거구  | 이춘우 | 국민의힘     | 서부동, 완산동, 남부동, 금호읍, 청통면, 신녕면, 화산면, 북안면, 대창면                                 |                                                      |
| 영천시 제2선거구  | 윤승오 | 국민의힘     | 동부동, 중앙동, 화북면, 화남면, 자양면, 임고면, 고경면                                                 |                                                      |
| 예천군 제1선거구  | 도기욱 | 국민의힘     | 예천읍, 용문면, 감천면, 보문면, 유천면, 효자면, 은풍면                                                 |                                                      |
| 예천군 제2선거구  | 이형식 | 국민의힘     | 호명면, 용궁면, 개포면, 지보면, 풍양면                                                                 | 25.08.08. 별세 (잔여 임기 1년 미만, 보궐선거 미실시) |
| 울릉군 선거구     | 남진복 | 국민의힘     | 울릉군 일원                                                                                            | [ 31 ]                                               |
| 울진군 선거구     | 김원석 | 국민의힘     | 울진군 일원                                                                                            | 23.10.12. 공직선거법 위반, 정치자금법 위반, 당선무효 |
| 울진군 선거구     | 김재준 | 국민의힘     | 울진군 일원                                                                                            | 24.04.10. 재보궐선거 당선                            |
| 의성군 제1선거구  | 최태림 | 국민의힘     | 의성읍, 점곡면, 옥산면, 사곡면, 춘산면, 가음면, 금성면                                                 |                                                      |
| 의성군 제2선거구  | 이충원 | 국민의힘     | 단촌면, 봉양면, 비안면, 구천면, 단밀면, 단북면, 안계면, 다인면, 신평면, 안평면, 안사면                 |                                                      |
| 청도군 선거구     | 이선희 | 국민의힘     | 청도군 일원                                                                                            |                                                      |
| 청송군 선거구     | 신효광 | 국민의힘     | 청송군 일원                                                                                            |                                                      |
| 칠곡군 제1선거구  | 정한석 | 국민의힘     | 왜관읍, 지천면, 동명면, 가산면                                                                         |                                                      |
| 칠곡군 제2선거구  | 박순범 | 국민의힘     | 북삼읍, 석적읍, 약목면, 기산면                                                                         |                                                      |
| 포항시 제1선거구  | 한창화 | 국민의힘     | 북구 [흥해읍, 신광면, 청하면, 송라면, 기계면, 죽장면, 기북면]                                          |                                                      |
| 포항시 제2선거구  | 김희수 | 국민의힘     | 북구 [용흥동, 우창동]                                                                                  |                                                      |
| 포항시 제3선거구  | 이칠구 | 국민의힘     | 북구 [양학동, 중앙동, 죽도동]                                                                          |                                                      |
| 포항시 제4선거구  | 연규식 | 국민의힘     | 북구 [장량동 [양덕동], 두호동, 환여동]                                                                 |                                                      |
| 포항시 제5선거구  | 박용선 | 국민의힘     | 북구 [장량동 [장성동]]                                                                                 | 제12대 경상북도의회 전반기 부의장                    |
| 포항시 제6선거구  | 서석영 | 국민의힘     | 남구 [해도동, 송도동, 청림동, 제철동, 구룡포읍, 동해면, 장기면, 호미곶면]                              |                                                      |
| 포항시 제7선거구  | 이동업 | 국민의힘     | 남구 [상대동, 연일읍, 대송면]                                                                          |                                                      |
| 포항시 제8선거구  | 김진엽 | 국민의힘     | 남구 [오천읍]                                                                                          |                                                      |
| 포항시 제9선거구  | 손희권 | 국민의힘     | 남구 [효곡동, 대이동]                                                                                  |                                                      |
| 경상북도 비례대표 | 황명강 | 국민의힘     | 경상북도 일원                                                                                          |                                                      |
| 경상북도 비례대표 | 박선하 | 국민의힘     | 경상북도 일원                                                                                          |                                                      |
| 경상북도 비례대표 | 정경민 | 국민의힘     | 경상북도 일원                                                                                          |                                                      |
| 경상북도 비례대표 | 박규탁 | 국민의힘     | 경상북도 일원                                                                                          |                                                      |
| 경상북도 비례대표 | 김경숙 | 더불어민주당 | 경상북도 일원                                                                                          |                                                      |
| 경상북도 비례대표 | 임기진 | 더불어민주당 | 경상북도 일원                                                                                          |                                                      |

### 경상남도의회
| 선거구            | 이름   | 소속정당     | 관할구역 | 비고                                                              |
| ----------------- | ------ | ------------ | --- | ----------------------------------------------------------------- |
| 거제시 제1선거구  | 정수만 | 국민의힘     | 장승포동, 능포동, 아주동, 일운면, 동부면, 남부면, 거제면, 둔덕면, 사등면                                                    |                                                                   |
| 거제시 제2선거구  | 전기풍 | 국민의힘     | 옥포1동, 옥포2동, 수양동, 연초면, 하청면, 장목면                                                                            |                                                                   |
| 거제시 제3선거구  | 윤준영 | 국민의힘     | 장평동, 고현동, 상문동 |                                                                   |
| 거창군 제1선거구  | 박주언 | 국민의힘     | 거창읍 갑 [상림리 원상동마을, 중앙리, 대동리, 김천리, 대평리, 송정리, 장팔리, 정장리, 서변리, 동변리, 학리, 양평리, 가지리] |                                                                   |
| 거창군 제2선거구  | 김일수 | 국민의힘     | 거창읍 을 [상림리 상동마을], 주상면, 웅양면, 고제면, 남상면, 남하면, 신원면, 가조면, 가북면, 북상면, 위천면, 마리면         |                                                                   |
| 고성군 제1선거구  | 백수명 | 국민의힘     | 고성읍, 대가면 |                                                                   |
| 고성군 제2선거구  | 허동원 | 국민의힘     | 삼산면, 하일면, 하이면, 상리면, 영현면, 영오면, 개천면, 구만면, 회화면, 마암면, 동해면, 거류면                              |                                                                   |
| 김해시 제1선거구  | 최학범 | 국민의힘     | 북부동, 생림면 | 제12대 경상남도의회 전반기 부의장 제12대 경상남도의회 후반기 의장 |
| 김해시 제2선거구  | 서희봉 | 국민의힘     | 삼안동, 불암동, 대동면, 상동면                                                                                              |                                                                   |
| 김해시 제3선거구  | 최동원 | 국민의힘     | 동상동, 부원동, 활천동 |                                                                   |
| 김해시 제4선거구  | 권요찬 | 국민의힘     | 진영읍, 한림면 |                                                                   |
| 김해시 제5선거구  | 주봉한 | 국민의힘     | 주촌면, 진례면, 장유2동 |                                                                   |
| 김해시 제6선거구  | 박병영 | 국민의힘     | 회현동, 칠산서부동, 장유1동                                                                                                 |                                                                   |
| 김해시 제7선거구  | 이시영 | 국민의힘     | 내외동 |                                                                   |
| 김해시 제8선거구  | 손덕상 | 더불어민주당 | 장유3동 |                                                                   |
| 남해군 선거구     | 류경완 | 더불어민주당 | 남해군 일원 |                                                                   |
| 밀양시 제1선거구  | 장병국 | 국민의힘     | 내일동, 내이동, 교동, 삼문동, 부북면, 상동면, 산외면, 산내면, 단장면                                                        |                                                                   |
| 밀양시 제2선거구  | 예상원 | 국민의힘     | 가곡동, 삼랑진읍, 하남읍, 상남면, 초동면, 무안면, 청도면                                                                    | 24.02.08. 의원직 사직                                             |
| 밀양시 제2선거구  | 조인종 | 국민의힘     | 가곡동, 삼랑진읍, 하남읍, 상남면, 초동면, 무안면, 청도면                                                                    | 24.04.10. 재보궐선거 당선                                         |
| 사천시 제1선거구  | 임철규 | 국민의힘     | 사천읍, 정동면, 사남면, 용현면, 축동면, 곤양면, 곤명면, 서포면                                                              |                                                                   |
| 사천시 제2선거구  | 김현철 | 국민의힘     | 동서동, 선구동, 동서금동, 벌용동, 향촌동, 남양동                                                                            |                                                                   |
| 산청군 선거구     | 신종철 | 국민의힘     | 산청군 일원 |                                                                   |
| 양산시 제1선거구  | 이용식 | 국민의힘     | 물금읍 [범어리] |                                                                   |
| 양산시 제2선거구  | 이영수 | 국민의힘     | 물금읍 [물금리, 증산리, 가촌리], 원동면                                                                                     |                                                                   |
| 양산시 제3선거구  | 최영호 | 국민의힘     | 중앙동, 삼성동, 강서동, 상북면, 하북면                                                                                      |                                                                   |
| 양산시 제4선거구  | 권혁준 | 국민의힘     | 동면, 양주동 |                                                                   |
| 양산시 제5선거구  | 박인   | 국민의힘     | 서창동, 소주동 | 제12대 경상남도의회 후반기 부의장                                 |
| 양산시 제6선거구  | 허용복 | 국민의힘     | 평산동, 덕계동 |                                                                   |
| 의령군 선거구     | 권원만 | 국민의힘     | 의령군 일원 |                                                                   |
| 진주시 제1선거구  | 정재욱 | 국민의힘     | 충무공동, 문산읍, 내동면, 정촌면, 금곡면                                                                                    |                                                                   |
| 진주시 제2선거구  | 박성도 | 국민의힘     | 평거동, 신안동, 이현동, 판문동, 명석면, 대평면, 수곡면                                                                      |                                                                   |
| 진주시 제3선거구  | 조현신 | 국민의힘     | 천전동, 성북동, 가호동 |                                                                   |
| 진주시 제4선거구  | 유계현 | 국민의힘     | 상대동, 하대동, 상평동, 진성면, 일반성면, 이반성면, 사봉면, 지수면                                                          | 제12대 경상남도의회 후반기 부의장                                 |
| 진주시 제5선거구  | 김진부 | 국민의힘     | 중앙동, 상봉동, 초장동, 대곡면, 집현면, 미천면                                                                              | 제12대 경상남도의회 전반기 의장                                   |
| 창녕군 제1선거구  | 성낙인 | 국민의힘     | 창녕읍, 고암면, 성산면, 대합면, 이방면, 유어면, 대지면                                                                      | 23.02.13. 의원직 사직                                             |
| 창녕군 제1선거구  | 이경재 | 국민의힘     | 창녕읍, 고암면, 성산면, 대합면, 이방면, 유어면, 대지면                                                                      | 23.04.05. 재보궐선거 당선                                         |
| 창녕군 제2선거구  | 우기수 | 국민의힘     | 남지읍, 계성면, 영산면, 장마면, 도천면, 길곡면, 부곡면                                                                      |                                                                   |
| 창원시 제1선거구  | 서민호 | 국민의힘     | 의창구 [동읍, 북면, 대산면]                                                                                                 |                                                                   |
| 창원시 제2선거구  | 백태현 | 국민의힘     | 의창구 [팔룡동, 의창동] |                                                                   |
| 창원시 제3선거구  | 박해영 | 국민의힘     | 의창구 [봉림동, 명곡동] |                                                                   |
| 창원시 제4선거구  | 박준   | 국민의힘     | 성산구 [반송동, 용지동] |                                                                   |
| 창원시 제5선거구  | 이찬호 | 국민의힘     | 성산구 [중앙동, 웅남동] |                                                                   |
| 창원시 제6선거구  | 이재두 | 국민의힘     | 성산구 [상남동, 사파동] |                                                                   |
| 창원시 제7선거구  | 박남용 | 국민의힘     | 성산구 [가음정동, 성주동]                                                                                                   |                                                                   |
| 창원시 제8선거구  | 강용범 | 국민의힘     | 마산합포구 [현동, 가포동, 구산면, 진동면, 진북면, 진전면]                                                                   | 제12대 경상남도의회 전반기 부의장                                 |
| 창원시 제9선거구  | 정규헌 | 국민의힘     | 마산합포구 [자산동, 교방동, 오동동, 합포동, 산호동]                                                                         |                                                                   |
| 창원시 제10선거구 | 정쌍학 | 국민의힘     | 마산합포구 [월영동, 문화동, 반월중앙동, 완월동]                                                                             |                                                                   |
| 창원시 제11선거구 | 진상락 | 국민의힘     | 마산회원구 [내서읍] |                                                                   |
| 창원시 제12선거구 | 이장우 | 국민의힘     | 마산회원구 [회원1동, 회원2동, 석전동, 회성동, 합성1동]                                                                      | 25.01.09. 공직선거법 위반, 당선무효                               |
| 창원시 제12선거구 | 정희성 | 국민의힘     | 마산회원구 [회원1동, 회원2동, 석전동, 회성동, 합성1동]                                                                      | 25.04.02. 재보궐선거 당선                                         |
| 창원시 제13선거구 | 조영명 | 국민의힘     | 마산회원구 [양덕1동, 양덕2동, 합성2동, 구암1동, 구암2동, 봉암동]                                                            |                                                                   |
| 창원시 제14선거구 | 박동철 | 국민의힘     | 진해구 [충무동, 여좌동, 태백동, 경화동, 병암동, 석동]                                                                       |                                                                   |
| 창원시 제15선거구 | 박춘덕 | 국민의힘     | 진해구 [이동, 자은동, 덕산동, 풍호동]                                                                                       | 24.01.02. 의원직 사직                                             |
| 창원시 제15선거구 | 김순택 | 국민의힘     | 진해구 [이동, 자은동, 덕산동, 풍호동]                                                                                       | 24.04.10. 재보궐선거 당선                                         |
| 창원시 제16선거구 | 이치우 | 국민의힘     | 진해구 [웅천동, 웅동1동, 웅동2동]                                                                                           |                                                                   |
| 통영시 제1선거구  | 강성중 | 국민의힘     | 미수동, 봉평동, 산양읍, 용남면, 도산면, 광도면, 욕지면, 한산면, 사량면                                                      |                                                                   |
| 통영시 제2선거구  | 김태규 | 국민의힘     | 도천동, 명정동, 중앙동, 정량동, 북신동, 무전동                                                                              |                                                                   |
| 하동군 선거구     | 김구연 | 국민의힘     | 하동군 일원 |                                                                   |
| 함안군 제1선거구  | 조영제 | 국민의힘     | 가야읍, 함안면, 군북면, 법수면, 여항면                                                                                      |                                                                   |
| 함안군 제2선거구  | 조인제 | 국민의힘     | 칠원읍, 대산면, 칠서면, 칠북면, 산인면                                                                                      |                                                                   |
| 함양군 선거구     | 김재웅 | 국민의힘     | 함양군 일원 |                                                                   |
| 합천군 선거구     | 장진영 | 국민의힘     | 합천군 일원 |                                                                   |
| 경상남도 비례대표 | 박진현 | 국민의힘     | 경상남도 일원 |                                                                   |
| 경상남도 비례대표 | 노치환 | 국민의힘     | 경상남도 일원 |                                                                   |
| 경상남도 비례대표 | 전현숙 | 국민의힘     | 경상남도 일원 |                                                                   |
| 경상남도 비례대표 | 이춘덕 | 국민의힘     | 경상남도 일원 |                                                                   |
| 경상남도 비례대표 | 한상현 | 더불어민주당 | 경상남도 일원 |                                                                   |
| 경상남도 비례대표 | 유형준 | 더불어민주당 | 경상남도 일원 |                                                                   |

### 강원특별자치도의회
| 선거구                  | 이름   | 소속정당     | 관할구역                                                                                     | 비고                                                                               |
| ----------------------- | ------ | ------------ | -------------------------------------------------------------------------------------------- | ---------------------------------------------------------------------------------- |
| 강릉시 제1선거구        | 박호균 | 국민의힘     | 내곡동, 강남동, 성산면, 왕산면, 구정면, 강동면, 옥계면                                       |                                                                                    |
| 강릉시 제2선거구        | 심오섭 | 국민의힘     | 홍제동, 중앙동, 교1동, 교2동                                                                 |                                                                                    |
| 강릉시 제3선거구        | 김용래 | 국민의힘     | 옥천동, 포남1동, 성덕동                                                                      |                                                                                    |
| 강릉시 제4선거구        | 권혁열 | 국민의힘     | 경포동, 주문진읍, 사천면, 연곡면                                                             | 제11대 강원특별자치도의회 전반기 의장                                              |
| 강릉시 제5선거구        | 최승준 | 국민의힘     | 교2동, 포남2동, 초당동, 송정동                                                               |                                                                                    |
| 고성군 선거구           | 김용복 | 국민의힘     | 고성군 일원                                                                                  | 제11대 강원특별자치도의회 후반기 부의장                                            |
| 동해시 제1선거구        | 최재석 | 국민의힘     | 송정동, 북삼동, 북평동, 삼화동                                                               |                                                                                    |
| 동해시 제2선거구        | 김기하 | 국민의힘     | 천곡동, 부곡동, 동호동, 발한동, 묵호동, 망상동                                               |                                                                                    |
| 삼척시 제1선거구        | 조성운 | 국민의힘     | 교동, 성내동, 도계읍, 하장면, 미로면, 신기면                                                 |                                                                                    |
| 삼척시 제2선거구        | 심영곤 | 국민의힘     | 남양동, 정라동, 원덕읍, 근덕면, 노곡면, 가곡면                                               |                                                                                    |
| 속초시 제1선거구        | 강정호 | 국민의힘     | 영랑동, 동명동, 금호동, 대포동, 교동, 청호동                                                 |                                                                                    |
| 속초시 제2선거구        | 김시성 | 국민의힘     | 노학동, 조양동                                                                               | 제11대 강원특별자치도의회 후반기 의장                                              |
| 양구군 선거구           | 이기찬 | 국민의힘     | 양구군 일원                                                                                  | 제11대 강원특별자치도의회 전반기 부의장 (퇴직) 23.07.21. 공직선거법 위반, 당선무효 |
| 양구군 선거구           | 김왕규 | 국민의힘     | 양구군 일원                                                                                  | 24.04.10. 재보궐선거 당선                                                          |
| 양양군 선거구           | 진종호 | 국민의힘     | 양양군 일원                                                                                  |                                                                                    |
| 영월군 제1선거구        | 김길수 | 국민의힘     | 영월읍 갑 [영흥리, 하송리, 방절리, 삼옥리, 거운리, 문산리, 연하리], 상동읍, 산솔면, 김삿갓면 |                                                                                    |
| 영월군 제2선거구        | 윤길로 | 더불어민주당 | 영월읍 을 [흥월리, 팔괴리, 정양리, 덕포리], 북면, 남면, 한반도면, 주천면, 무릉도원면         | [ 34 ]                                                                             |
| 원주시 제1선거구        | 박길선 | 국민의힘     | 문막읍, 지정면, 부론면, 귀래면                                                               |                                                                                    |
| 원주시 제2선거구        | 박윤미 | 더불어민주당 | 무실동, 호저면                                                                               | 제11대 강원특별자치도의회 후반기 부의장                                            |
| 원주시 제3선거구        | 김기홍 | 국민의힘     | 중앙동, 원인동, 일산동, 태장1동, 태장2동                                                     | 제11대 강원특별자치도의회 전반기 부의장                                            |
| 원주시 제4선거구        | 최재민 | 국민의힘     | 학성동, 단계동, 우산동                                                                       |                                                                                    |
| 원주시 제5선거구        | 하석균 | 국민의힘     | 개운동, 명륜1동, 봉산동, 행구동, 소초면                                                      |                                                                                    |
| 원주시 제6선거구        | 원제용 | 국민의힘     | 명륜2동, 흥업면, 판부면, 신림면                                                              |                                                                                    |
| 원주시 제7선거구        | 류인출 | 더불어민주당 | 단구동                                                                                       |                                                                                    |
| 원주시 제8선거구        | 전찬성 | 더불어민주당 | 반곡관설동                                                                                   |                                                                                    |
| 인제군 선거구           | 엄윤순 | 국민의힘     | 인제군 일원                                                                                  |                                                                                    |
| 정선군 선거구           | 김기철 | 국민의힘     | 정선군 일원                                                                                  |                                                                                    |
| 철원군 제1선거구        | 김정수 | 국민의힘     | 철원읍, 동송읍                                                                               |                                                                                    |
| 철원군 제2선거구        | 엄기호 | 국민의힘     | 김화읍, 갈말읍, 서면, 근남면, 근북면, 근동면, 원남면, 원동면, 임남면                         |                                                                                    |
| 춘천시 제1선거구        | 박관희 | 국민의힘     | 강남동, 동산면, 신동면, 남면, 동내면, 남산면                                                 |                                                                                    |
| 춘천시 제2선거구        | 김희철 | 국민의힘     | 교동, 조운동, 약사명동, 근화동, 소양동, 석사동, 효자1동, 효자3동                             |                                                                                    |
| 춘천시 제3선거구        | 박기영 | 국민의힘     | 후평1동, 후평2동, 후평3동                                                                    |                                                                                    |
| 춘천시 제4선거구        | 이무철 | 국민의힘     | 효자2동, 석사동                                                                              |                                                                                    |
| 춘천시 제5선거구        | 정재웅 | 더불어민주당 | 퇴계동                                                                                       |                                                                                    |
| 춘천시 제6선거구        | 양숙희 | 국민의힘     | 신북읍, 동면, 북산면                                                                         |                                                                                    |
| 춘천시 제7선거구        | 박찬흥 | 국민의힘     | 신사우동, 서면, 사북면                                                                       |                                                                                    |
| 태백시 제1선거구        | 이한영 | 국민의힘     | 황지동, 황연동, 삼수동, 구문소동, 철암동                                                     |                                                                                    |
| 태백시 제2선거구        | 문관현 | 국민의힘     | 상장동, 문곡소도동, 장성동                                                                   |                                                                                    |
| 평창군 제1선거구        | 지광천 | 국민의힘     | 평창읍, 미탄면, 방림면, 대화면                                                               |                                                                                    |
| 평창군 제2선거구        | 최종수 | 국민의힘     | 봉평면, 용평면, 진부면, 대관령면                                                             |                                                                                    |
| 홍천군 제1선거구        | 이영욱 | 국민의힘     | 홍천읍, 북방면                                                                               |                                                                                    |
| 홍천군 제2선거구        | 홍성기 | 국민의힘     | 화촌면, 두촌면, 내촌면, 서석면, 영귀미면, 남면, 서면, 내면                                   |                                                                                    |
| 화천군 선거구           | 박대현 | 국민의힘     | 화천군 일원                                                                                  |                                                                                    |
| 횡성군 제1선거구        | 한창수 | 국민의힘     | 횡성읍, 공근면, 서원면                                                                       | 제11대 강원특별자치도의회 전반기 부의장 (보궐)                                     |
| 횡성군 제2선거구        | 최규만 | 국민의힘     | 우천면, 안흥면, 둔내면, 갑천면, 청일면, 강림면                                               |                                                                                    |
| 강원특별자치도 비례대표 | 유순옥 | 국민의힘     | 강원특별자치도 일원                                                                          |                                                                                    |
| 강원특별자치도 비례대표 | 원미희 | 국민의힘     | 강원특별자치도 일원                                                                          |                                                                                    |
| 강원특별자치도 비례대표 | 임미선 | 국민의힘     | 강원특별자치도 일원                                                                          |                                                                                    |
| 강원특별자치도 비례대표 | 이승진 | 더불어민주당 | 강원특별자치도 일원                                                                          |                                                                                    |
| 강원특별자치도 비례대표 | 이지영 | 더불어민주당 | 강원특별자치도 일원                                                                          |                                                                                    |

### 제주특별자치도의회
| 선거구                                      | 이름   | 소속정당     | 관할구역 | 비고                                                 |
| ------------------------------------------- | ------ | ------------ | --- | ---------------------------------------------------- |
| 제주시 일도1동·이도1동·건입동 선거구        | 한권   | 더불어민주당 | 제주시 [일도1동, 이도1동, 건입동]                                                                                         |                                                      |
| 제주시 일도2동 선거구                       | 박호형 | 더불어민주당 | 제주시 [일도2동] |                                                      |
| 제주시 이도2동 갑 선거구                    | 김기환 | 더불어민주당 | 제주시 이도2동 갑 [1~20통, 48~55통, 57~61통]                                                                              |                                                      |
| 제주시 이도2동 을 선거구                    | 한동수 | 더불어민주당 | 제주시 이도2동 을 [21~47통, 56통, 62통]                                                                                   |                                                      |
| 제주시 삼도1동·삼도2동 선거구               | 정민구 | 더불어민주당 | 제주시 [삼도1동, 삼도2동]                                                                                                 |                                                      |
| 제주시 용담1동·용담2동 선거구               | 김황국 | 국민의힘     | 제주시 [용담1동, 용담2동]                                                                                                 | 제12대 제주특별자치도의회 전반기 부의장              |
| 제주시 화북동 선거구                        | 강성의 | 더불어민주당 | 제주시 [화북동] |                                                      |
| 제주시 삼양동·봉개동 선거구                 | 김경미 | 더불어민주당 | 제주시 [삼양동, 봉개동]                                                                                                   |                                                      |
| 제주시 아라동 갑 선거구                     | 홍인숙 | 더불어민주당 | 제주시 아라동 갑 [1~4통, 10~11통, 13~23통, 25~26통, 31~32통]                                                              |                                                      |
| 제주시 아라동 을 선거구                     | 강경흠 | 무소속       | 제주시 아라동 을 [5~9통, 13통, 24통, 27~30통]                                                                             | 23.08.02. 의원직 사직                                |
| 제주시 아라동 을 선거구                     | 양영수 | 진보당       | 제주시 아라동 을 [5~9통, 13통, 24통, 27~30통]                                                                             | 24.04.10. 재보궐선거 당선                            |
| 제주시 오라동 선거구                        | 이승아 | 더불어민주당 | 제주시 [오라동] |                                                      |
| 제주시 연동 갑 선거구                       | 양영식 | 더불어민주당 | 제주시 연동 갑 [1~21통, 37통, 45~47통]                                                                                    |                                                      |
| 제주시 연동 을 선거구                       | 강철남 | 더불어민주당 | 제주시 연동 을 [22~36통, 38~44통, 48~50통]                                                                                |                                                      |
| 제주시 노형동 갑 선거구                     | 양경호 | 더불어민주당 | 제주시 노형동 갑 [1통~14통, 30~43통, 51~52통, 54통, 59~60통]                                                              |                                                      |
| 제주시 노형동 을 선거구                     | 이상봉 | 더불어민주당 | 제주시 노형동 을 [15통~29통, 44~50통, 53통, 55~56통, 61통]                                                                | 제12대 제주특별자치도의회 후반기 의장                |
| 제주시 외도동·이호동·도두동 선거구          | 송창권 | 더불어민주당 | 제주시 [외도동, 이호동, 도두동]                                                                                           |                                                      |
| 제주시 한림읍 선거구                        | 양용만 | 국민의힘     | 제주시 [한림읍] |                                                      |
| 제주시 애월동 갑 선거구                     | 고태민 | 국민의힘     | 제주시 애월읍 갑 [애월리, 곽지리, 금성리, 봉성리, 어음리, 남읍리, 상가리, 하가리, 용흥리, 신엄리, 구엄리, 중엄리, 고내리] |                                                      |
| 제주시 애월동 을 선거구                     | 강봉직 | 더불어민주당 | 제주시 애월읍 을 [소길리, 장전리, 유수암리, 하귀1리, 하귀2리, 상귀리, 수산리, 고성리, 광령1리, 광령2리, 광령3리]          |                                                      |
| 제주시 구좌읍·우도면 선거구                 | 김경학 | 더불어민주당 | 제주시 [구좌읍, 우도면]                                                                                                   | 제12대 제주특별자치도의회 전반기 의장                |
| 제주시 조천읍 선거구                        | 현길호 | 더불어민주당 | 제주시 [조천읍] |                                                      |
| 제주시 한경면·추자면 선거구                 | 김승준 | 더불어민주당 | 제주시 [한경면, 추자면]                                                                                                   |                                                      |
| 서귀포시 송산동·효돈동·영천동 선거구        | 강충룡 | 국민의힘     | 서귀포시 [송산동, 효돈동, 영천동]                                                                                         | 제12대 제주특별자치도의회 후반기 부의장              |
| 서귀포시 정방동·중앙동·천지동·서홍동 선거구 | 강상수 | 국민의힘     | 서귀포시 [정방동, 중앙동, 천지동, 서홍동]                                                                                 |                                                      |
| 서귀포시 동홍동 선거구                      | 김대진 | 더불어민주당 | 서귀포시 [동홍동] | 제12대 제주특별자치도의회 전반기 부의장              |
| 서귀포시 대륜동 선거구                      | 이정엽 | 국민의힘     | 서귀포시 [대륜동] |                                                      |
| 서귀포시 대천동·중문동·예래동 선거구        | 임정은 | 더불어민주당 | 서귀포시 [대천동, 중문동, 예래동]                                                                                         |                                                      |
| 서귀포시 대정읍 선거구                      | 양병우 | 더불어민주당 | 서귀포시 [대정읍] | 제12대 제주특별자치도의회 후반기 부의장              |
| 서귀포시 남원읍 선거구                      | 송영훈 | 더불어민주당 | 서귀포시 [남원읍] |                                                      |
| 서귀포시 성산읍 선거구                      | 현기종 | 국민의힘     | 서귀포시 [성산읍] |                                                      |
| 서귀포시 안덕면 선거구                      | 하성용 | 더불어민주당 | 서귀포시 [안덕면] |                                                      |
| 서귀포시 표선면 선거구                      | 강연호 | 국민의힘     | 서귀포시 [표선면] | 25.05.28. 별세 (잔여 임기 1년 미만, 보궐선거 미실시) |
| 제주특별자치도 비례대표                     | 박두화 | 더불어민주당 | 제주특별자치도 일원 |                                                      |
| 제주특별자치도 비례대표                     | 현지홍 | 더불어민주당 | 제주특별자치도 일원 |                                                      |
| 제주특별자치도 비례대표                     | 이경심 | 더불어민주당 | 제주특별자치도 일원 |                                                      |
| 제주특별자치도 비례대표                     | 양홍식 | 더불어민주당 | 제주특별자치도 일원 |                                                      |
| 제주특별자치도 비례대표                     | 원화자 | 국민의힘     | 제주특별자치도 일원 |                                                      |
| 제주특별자치도 비례대표                     | 이남근 | 국민의힘     | 제주특별자치도 일원 |                                                      |
| 제주특별자치도 비례대표                     | 강하영 | 국민의힘     | 제주특별자치도 일원 |                                                      |
| 제주특별자치도 비례대표                     | 강경문 | 국민의힘     | 제주특별자치도 일원 |                                                      |
| 교육의원 제주시 동부 선거구                 | 강동우 | 무소속       | 제주시 [구좌읍, 조천읍, 우도면, 일도2동, 화북동, 삼양동, 봉개동, 아라동]                                                  |                                                      |
| 교육의원 제주시 중부 선거구                 | 고의숙 | 무소속       | 제주시 [일도1동, 이도1동, 이도2동, 삼도1동, 삼도2동, 용담1동, 용담2동, 건입동, 오라동]                                    |                                                      |
| 교육의원 제주시 서부 선거구                 | 김창식 | 무소속       | 제주시 [한림읍, 애월읍, 한경면, 추자면, 연동, 노형동, 외도동, 이호동, 도두동]                                             |                                                      |
| 교육의원 서귀포시 동부 선거구               | 오승식 | 무소속       | 서귀포시 [남원읍, 성산읍, 표선면, 송산동, 효돈동, 영천동, 동홍동]                                                         |                                                      |
| 교육의원 서귀포시 서부 선거구               | 정이운 | 무소속       | 서귀포시 [대정읍, 안덕면, 정방동, 중앙동, 천지동, 서홍동, 대륜동, 대천동, 중문동, 예래동]                                 |                                                      |